# アイオワ級戦艦
アイオワ級戦艦（アイオワきゅうせんかん、Iowa Class Battleship）は、アメリカ海軍の戦艦。アメリカが建造した最後の戦艦の艦級であり、各国の戦艦の中で最後に退役した戦艦である。計画では6隻が建造予定であり、1938年海軍法により承認されたアイオワ、ニュージャージー、ミズーリ、ウィスコンシンの4隻が第二次世界大戦中の1943年から1944年にかけて就役した。両洋艦隊法で承認されたイリノイ、ケンタッキーの2隻が就役に至らず建造中止となった。
ワシントン海軍軍縮条約（ワシントン体制）を脱退した大日本帝国に対抗すべく、英米仏は1938年4月に第2次ロンドン海軍条約のエスカレーター条項を適用する。6月末に調印して、16インチ砲を搭載した基準排水量45,000トンの戦艦が建造可能になった。
当初は16インチ砲搭載35,000トン級戦艦（サウスダコタ級）の兵装と防御を強化した発展型案や、サウスダコタ級と同等の防御に12門の40.6cm砲の戦艦案や、サウスダコタ級と同等の攻防力を持った速い戦艦案等が考案された。1938年7月の時点で、既に速力に重点を置いた案が有望視されている。最終的に排水量45,000トンで9門の40.6cm50口径砲と最大速力33ノットという、高速戦艦の艦容となった。
日本海軍が16インチ砲9門を搭載した43,000トン級超弩級戦艦を8隻建造していると推定したアメリカ海軍は、ヴィンソン案によって建造した自軍の35,000トン級戦艦6隻では対抗不能と判断、アイオワ級戦艦とモンタナ級戦艦の建造（計画）に踏み切ったのである。
一方、アイオワ級戦艦の存在は太平洋戦争開戦前から日本海軍も把握しており、一般にも知られていた。

## 概要

### 計画
ヴァイマル共和政下のドイツが1929年より建造を開始した1万トン級装甲艦「ドイッチュラント」はポケット戦艦の異名をとり、フランスとイタリア王国を刺激し、ヨーロッパで建艦競争が再燃した。
1936年（昭和11年）1月15日、第二次ロンドン海軍軍縮会議から日本が脱退した。同年5月、日本海軍が21インチ砲を搭載した55,000トン級戦艦建造の噂が流れた。砲口径はともかく、日本海軍が40,000トンから50,000トン級戦艦を計画している懸念は高まった。これを受け、同条約を批准した英米仏の三国は対応を協議する。
1938年1月、アメリカ政府が18インチ砲を装備した40,000トン級戦艦を具体的に考慮中という報道があった。
同年4月1日、列強各国は第2次ロンドン海軍条約のエスカレータ条項適用を通告した。
なおイギリス海軍は42,000トンの16インチ砲搭載戦艦で充分としたが、アメリカ海軍は18インチ砲搭載を検討し、新型45,000トン級戦艦を建造する意向をしめした。
6月30日、列強（アメリカ、イギリス、フランス）は第二次ロンドン海軍軍縮会議で定められていた戦艦の主砲口径と基準排水量の上限を、それぞれ14インチから16インチ、35,000トンから45,000トンへと拡大する条件で調印した。これに伴い、英米仏の戦艦保有制限枠も拡大されることになった。
ただしアメリカ海軍が1938年度で建造予定の主力艦は予定どおり16インチ砲搭載の35,000トン級（サウスダコタ級）戦艦4隻とされ、45,000トン級戦艦は翌年度以降にまわされた。
この時期、日本は条約制限を上回る46,000トン型の16インチ砲搭載戦艦、もしくはそれ以上の18インチ砲搭載戦艦を建造していると見なされていた。例えば、1937年版ジェーン海軍年鑑では『日本は現在35,000トン主力艦4隻の建造を計画中であり、何れも16インチ砲装備のものであるが、1937年11月末までには1隻も起工せりとの報に接せず』、1938年版では『主力艦4隻の中2隻起工、排水量40,000トン、16インチ砲8 - 9門装備』と紹介している。1941年版では『40,000トン級主力艦4隻建造し2隻進水、ポケット戦艦3隻を建造し2隻進水』と紹介した。この観測は太平洋戦争勃発後の1942年5月版でも「4万トン級戦艦2隻（日進、高松）は完成（この2隻は航空母艦に改造、もしくはポケット戦艦か）、戦艦3隻（紀伊、尾張、土佐）も近く完成と推測」と記述している。アメリカの新型戦艦は、『38年より39年にかけ呉、横須賀両海軍工廠と長崎三菱造船所、神戸川崎造船所に於て四主力の建造に着手、噸数は四万トン以上、十六吋砲9門を備え時速30ノット以上』という日本海軍新型戦艦に対抗できる性能を持つ必要があった。
もうひとつの懸念材料は、日本海軍が3隻建造中と報道された超大型巡洋艦（12インチ砲9門、排水量15,000トン程度、速力30ノット以上、一部報道では40ノット）であった。この巡洋戦艦が通商破壊に投入された場合、シーレーン保護のために、18インチ砲を備えた40,000トン以上の主力艦が必要と報道された。
当時の米国では「互いの偵察艦隊（空母機動部隊）の決戦で制空権を奪取したのち、味方制空権下で戦艦同士の砲撃戦を行うもの」と考えられており、艦隊決戦を優位に進めるためには航空決戦での勝利が前提条件と考えられていた。さらにアメリカ海軍は既存のレキシントン級航空母艦2隻に加え、軍縮条約の枠内で中型高速空母陣（レンジャー、ヨークタウン級航空母艦、ワスプ）を揃えるなかで、空母打撃群の発案に至った。タスク・フォースは高速空母1隻と大型巡洋艦2隻以上で編成され、ハワイ諸島を拠点に太平洋での行動を想定した。この空母機動部隊の護衛艦として、航続力と高速力と火力を備えた重巡洋艦は適任であった。
だが、日本海軍が1936年1月に金剛型戦艦の新たな運用方針を示す。金剛型を巡洋戦艦型快速主力艦として運用するため第三戦隊にまとめ、さらに水上機母艦で第三航空戦隊も新編する意向と報道された。
日本海軍の偵察部隊（第二艦隊）に金剛型の第三戦隊が配属されて空母部隊と遊撃作戦を実施したと仮定した際、日米の空母部隊が接触時、アメリカの重巡以下で構成された偵察部隊が砲戦で敗北することが懸念された。その為、空母決戦の構想が進むにつれ、空母部隊に随伴し金剛型を大きく上回る砲撃力及び防御力を持った高速戦艦が必要不可欠と考えられるようになった。また、同時に主力戦艦同士の砲撃戦となった場合でも、日本戦艦を速力で上回る高速戦艦を保有すれば優位に戦闘が進められるという判断もあった。
このコンセプトは日本側も把握しており、軍事評論家でジャーナリストの伊藤正徳は、1941年11月に新聞の論説記事で「海軍拡張法によって建造されるアイオワ級巡洋戦艦4隻は、日本海軍の金剛型巡洋戦艦を制圧するための艦級である。両洋艦隊法によるハワイ級巡洋戦艦6隻とアイオワ級巡戦4隻の機動部隊により、日本の巡洋戦艦部隊を撃滅しつつシーレーンを破壊する計画」と主張している。
また欧州の35,000トン級新型戦艦は英・仏・ドイツ・イタリアのいずれも30ノット程度を発揮可能であり、これらと比較するとアメリカの35,000トン級戦艦（ノースカロライナ級、サウスダコタ級）は低速気味であった。
こうした観点から、新型戦艦の計画は排水量をエスカレータ条項で認められた上限である45,000トン級とし、二つの案で検討されることになった。一つはサウスダコタ級戦艦と同じ27ノットに抑える代わり、18インチ砲9門又は16インチ砲12門を備え攻防力を強化したスローバトルシップ「低速戦艦(Slow Battleships)」案。もう一つは特殊打撃部隊(Special Strike Force、空母機動部隊の原型)を引率して味方艦隊を襲撃する可能性がある敵艦隊を捜索・攻撃し、金剛型の撃破と日本の戦列の圧倒するため、サウスダコタ級と同等の攻防力を持った33ノットのファストバトルシップ「高速戦艦(Fast Battleships)」案である。こうした判断が可能となったのは、米国の戦艦保有枠拡大に伴い主力となる戦艦を減らさずに高速戦艦が保有できるようになったということもあった。
このスローバトルシップ案とファストバトルシップ案の検討はエスカレータ条項の内容確定以前の1938年1月から開始された。スローバトルシップ案は各案が検討された上で例えば基準排水量45,495トン、全長243.84 m、全幅32.99 m、18インチ(45.7センチ)47口径砲3連装3基9門、速力27.5ノット、舷側装甲375 mm、甲板装甲130 mm+STS19 mmという試案がある。大和型戦艦より2万トン軽く、パナマ運河通過可能（パナマックスとよばれる）で、砲力と速力が同等、装甲が薄いという内容である。以後スローバトルシップ案は第二次世界大戦勃発により第二次ロンドン海軍軍縮会議が無効化されたことで、最終的には条約制限を大幅に超えるモンタナ級戦艦として、設計がまとめられた。
計画通りなら28ノットの戦艦モンタナ級5隻、33ノットの戦艦アイオワ級6隻で新しい戦艦部隊が完成したのだが、アメリカが第二次世界大戦に参戦すると、戦局は航空母艦、揚陸艦艇、輸送船、潜水艦及び対潜水艦用の各種護衛艦艇を緊急に必要とするようになった。65,000トン型のモンタナ級戦艦は、建造や修理に造船所およびドックの拡張を必要とするため、あまり重要視されなくなる。ルーズベルト大統領もアイオワ級戦艦2隻の追加建造を提案したほどである。
1940年4月、スターク作戦部長は合衆国上院の海軍委員会で、日本海軍が43,000トン級の超弩級戦艦8隻を建造中であるため対抗して52,000トン級戦艦の建造に着手すると証言した。しかしモンタナ級戦艦の計画はまとまらず、1941年中には起工されなかった。1942年に入って戦訓を取り入れた改設計も行われるものの、同年4月にはルーズベルト大統領からモンタナ級の建造計画の中止命令が下された。その後、海軍からは「アイオワ級2隻の追加建造を取り止めてモンタナ級を建造すべきだ」という声も上がったが決定は覆らず、1943年7月21日には1隻も起工されないまま建造計画はキャンセルされることとなった。
一方、1938年2月8日、海軍上層部は艦船造修局に対して、サウスダコタ級と同等の攻防力を持ち33ノットを発揮できる高速戦艦の検討を命じた。その問いに対し、艦船造修局は基準排水量40,000トン程度で設計可能と返答した。これを受け、海軍上層部は3月10日にサウスダコタ級の高速化案をまとめるよう正式に命じた。第二次ロンドン海軍条約のエスカレーター条項調印により7月から45,000トン級戦艦の建造が可能になったが、実際の建造は1939年以降とされている。
翌1939年9月に第二次世界大戦が勃発後、大和型戦艦に関する情報が徐々に整理された。アメリカ海軍や軍事評論家の間では「20インチ砲装備の45,000トン級戦艦は過大評価、35,000トン級を8隻建造」「日独伊三国同盟に鑑み、ドイツ海軍のビスマルク級戦艦との関係があるのではないか」と推定されるようになった。真珠湾攻撃直前の1941年11月の時点で、日本海軍の新型戦艦は呉海軍工廠、横須賀海軍工廠、神戸川崎造船所、三菱重工業長崎造船所で4隻建造され、既に就役したとみなされていた。だが太平洋戦争勃発前に就役していたのは、翔鶴型航空母艦2隻（横須賀の翔鶴、神戸川崎の瑞鶴）だったのである。

### 実績と評価
元の特殊打撃部隊の航空母艦は高速戦艦を支援する立場だった。しかし、戦争の開戦後に、主力の中核が航空母艦に移り、戦艦の立場が変更された。そのような中で、他の新型戦艦同等以上の攻防力を持ち、空母に随伴する高速性を備え、加えて艦隊旗艦の設備等が他の戦艦から充実していたことも合わせて、アイオワ級は艦隊側から高く評価されることとなった。

## 船体形状
アイオワ級は高速力の確保のために船体そのものが長く、縦横比はおよそ9:1と各国の建造された戦艦の中では最も長い。以前の艦より凌波性を改善するために乾舷を増大し、艦首部の浮力を増大させるためシアーが強められ、細長い独特な形状となった。これにより凌波性は改善されたが、前級に引き続き重心が高めになっていた。そのため、同時期に建造された同サイズの他国艦に比べて荒天時の航洋性能はやや劣る形となり、就役後に「ウェットな（=湿った）艦だ」と評されることもあった。幅についてはパナマックスのためにサウスダコタ級と大差なかったが、船体が延長されたため、居住環境の悪さが大きな問題となったサウスダコタ級に比べて改善されている。その船体の長さから進水時には応力集中による船体の破壊が懸念されたため、艦首に保護材を装着し進水を行っている。
水面下の艦尾の形状は、スクリュー軸に板状の構造物を付け、スクリューの背後に舵を配置する「ツインスケグ」と呼ばれる形式を採用した。この形状はアイオワ級の前二級であるノースカロライナ級やサウスダコタ級でも採用されていたが、高速航行時に異常振動を引き起こした。問題解決のためにシャフトとプロペラの改良工事を実施して振動を危険な水準以下で抑えることに成功したが、ノースカロライナ級では根本的な解決にはならなかった。一方でサウスダコタ級では当初からノースカロライナ級ほどではなく、戦闘に大きな影響は及ぼさなかった。アイオワ級では前二級のような異常振動の問題は初期から発生しなかったが、推進系統の部品磨耗による振動が発生したという報告があった。アイオワ級は速度や加速度が秀でていたことに加え、「ツインスケグ」により旋回性能にも優れており、運動性能は優良と評価された。
竣工時、一番艦アイオワは露天艦橋だったが、1945年1月 - 3月のオーバーホール時の改装で、後述のミズーリ、ウィスコンシンと同じ形態でエンクローズ化された。二番艦ニュージャージーも露天艦橋だったが、間もなくエンクローズ化された。ただし元の艦橋の縁取りを活かしたため、丸みを帯びていた。これも後に改修されている。三番艦ミズーリと四番艦ウィスコンシンは、アイオワ、ニュージャージーの運用実績を考慮して、竣工時からエンクローズ艦橋である。

### 重量概要
|                | 重量                         | 比率                         |
| -------------- | ---------------------------- | ---------------------------- |
| 船体(装甲除外) | 15,491.224 LT (15,739.810 t) | 34.31%                       |
| 装甲           | 19,311.570 LT (19,621.461 t) | 42.77%                       |
| 推進と動力     | 4,797.159 LT (4,874.139 t)   | 10.62%                       |
| 通信と制御     | 27.733 LT (28.178 t)         | 0.06%                        |
| 補助システム   | 1,182.635 LT (1,201.613 t)   | 2.62%                        |
| 装備と設備     | 795.937 LT (808.709 t)       | 1.76%                        |
| 兵装           | 3,549.109 LT (3,606.061 t)   | 7.86%                        |
| 軽荷排水量     | 45,155.367 LT (45,879.971 t) | 100%                         |
| 弾薬           | 2,592.340 LT (2,633.939 t)   | 2,592.340 LT (2,633.939 t)   |
| 乗務員         | 283.757 LT (288.310 t)       | 283.757 LT (288.310 t)       |
| 物資と用品     | 1,473.960 LT (1,497.613 t)   | 1,473.960 LT (1,497.613 t)   |
| 航空           | 51.696 LT (52.526 t)         | 51.696 LT (52.526 t)         |
| 基準排水量     | 49,657.120 LT (50,453.963 t) | 49,657.120 LT (50,453.963 t) |
| 燃料油         | 8,084.140 LT (8,213.865 t)   | 8,084.140 LT (8,213.865 t)   |
| 予備給水       | 490.650 LT (498.523 t)       | 490.650 LT (498.523 t)       |
| 満載排水量     | 58,131.910 LT (59,064.747 t) | 58,131.910 LT (59,064.747 t) |

### メタセンタ高さ(GM)幅比の比較[50]
| 艦名                | 幅 (m) | メタセンタ高さ(GM) (m) | GM/幅 |
| ------------------- | ------ | ---------------------- | ----- |
| ニュージャージー    | 33.0   | 2.3                    | 0.07  |
| サウスダコタ        | 33.0   | 2.7                    | 0.08  |
| ワシントン          | 32.0   | 2.5                    | 0.08  |
| モンタナ            | 36.9   | 2.7                    | 0.07  |
| アラスカ            | 27.7   | 2.7                    | 0.10  |
| フッド              | 31.7   | 1.0                    | 0.03  |
| ロドニー            | 32.3   | 2.5                    | 0.08  |
| キング・ジョージ5世 | 31.4   | 1.97                   | 0.06  |
| ヴァンガード        | 32.8   | 2.5                    | 0.08  |
| リシュリュー        | 33.0   | 2.81                   | 0.09  |
| ヴィットリオ        | 32.9   | 1.67                   | 0.05  |
| シャルンホルスト    | 30.0   | 3.0                    | 0.10  |
| ビスマルク          | 36.0   | 4.0                    | 0.11  |

0.05から0.10へのGM/幅比は、一般的に良好な軍艦設計の慣行を示しているとみなされる。

#### 旋回径(Tactical Diameter)の比較
- アイオワ級戦艦[2]
  - 模型：20 kt-760 yd(694.94 m)、33 kt-1430 yd(1,307.59 m)
  - 公試：30 kt-814 yd(744.32 m)
- ニューメキシコ級戦艦[52]
  - 左舷15 kt-560 yd、右舷15 kt-650 yd、21 kt-690 yd
- コロラド級戦艦[53]
  - 左舷15 kt-695 yd、右舷15 kt-630 yd、左舷20.7 kt-690 yd、右舷20.7 kt-705 yd
- ノースカロライナ級戦艦[54]
  - 模型：20 kt-620 yd(566.92 m)、27.5 kt-759 yd(694.02 m)
  - 公試：14.5 kt-575 yd(525.78 m)、27.5 kt-683 yd(624.53 m)
- サウスダコタ級戦艦[55]
  - 模型：16 kt-700 yd(640.08 m)、26.5 kt-733 yd(670.25 m)
- レキシントン級航空母艦[56]
  - 模型：33 kt-1950 yd(1,783.08 m)
- ヨークタウン級航空母艦[57]
  - 30 kt-790 yd(722.37 m)
- エセックス級航空母艦[58]
  - 30 kt-765 yd(699.51 m)
- ミッドウェイ級航空母艦[59]
  - 30 kt-990 yd(905.25 m)
- アラスカ級大型巡洋艦[60]
  - 870 yd(795.52 m)
- デモイン級重巡洋艦
  - 模型：20 kt-750 yd(685.8 m)、30 kt-835 yd(763.52 m)
- バッグレイ級駆逐艦
  - 30 kt-880 yd(804.67 m)
- ベンソン級駆逐艦
  - 30 kt-960 yd(877.82 m)
- フレッチャー級駆逐艦
  - 30 kt-950 yd(868.68 m)
- アレン・M・サムナー級駆逐艦
  - 30 kt-700 yd(640.08 m)
- ネルソン級戦艦[61]
  - 670 yd(614.64 m)
- キング・ジョージ5世級戦艦[62]
  - 14.5 kt-930 yd(850.39 m)
- ヴァンガード級戦艦[63]
  - 全速力-1025 yd(937.26 m)
- 大和型戦艦
  - 26 kt-640 m

## 兵装
アイオワ級は1943年の就役から1980年代の再就役及び退役までの期間が40年以上に上るため兵装の新設・削減・撤去が何度か実施されており、例としてアイオワにおける大まかな変遷は以下のようになる。
|        | 16"/50 Mk.7  | Mk.12 5"/38   | Bofors 40mm/60 | Oerlikon 20mm/70        | BGM-109 Tomahawk | RGM-84 Harpoon | Mk.16 Phalanx |
| ------ | ------------ | ------------- | -------------- | ----------------------- | ---------------- | -------------- | ------------- |
| 1943年 | 3連装3基 9門 | 連装10基 20門 | 4連装15基 60門 | 単装60基 60門           | ―                | ―              | ―             |
| 1945年 | 3連装3基 9門 | 連装10基 20門 | 4連装19基 76門 | 単装52基 + 連装8基 68門 | ―                | ―              | ―             |
| 1950年 | 3連装3基 9門 | 連装10基 20門 | 4連装19基 76門 | ―                       | ―                | ―              | ―             |
| 1989年 | 3連装3基 9門 | 連装6基 12門  | ―              | ―                       | 4連装8基 32門    | 4連装4基 16門  | 単装4基 4門   |

### 主砲

アイオワ級の主砲塔構造

アイオワ級が主砲として採用した16インチ50口径砲 Mk.7は、先行するノースカロライナ級とサウスダコタ級が採用した16インチ45口径砲 Mk.6と基本的に同じ構造であり、長砲身化（45口径→50口径）によって「射程の延伸」と「より重い砲弾の運用」を実現したものである。
主要諸元（Mk.6 → Mk.7）。
- 砲身重量：87.2米トン → 108.5米トン 〈25％増加〉
- 装薬重量：252kg → 297kg 〈18%増加〉
- 砲弾重量：1016kg（APC Mk5） → 1225kg（APC Mk8）〈21％増加〉
- 砲口初速：768m/秒 → 762m/秒 〈ほぼ同じ〉
- 砲口エネルギー[注釈 14]：3.0億ジュール → 3.6億ジュール 〈20%増加〉
- 最大射程：32.0千m（仰角30度）→38.7千m（仰角45度）〈21％増加〉

主砲の射撃指揮装置は、前級と同じく艦の前後部にMk.38方位盤が装備されていたが、新造時より新型のMk.8 Fire Control Radar (射撃管制用レーダー、以下FCR)が搭載されていた。Mk.8 FCR自体は信頼性の問題からか運用期間が短く、終戦前後にかけてMk.13 FCRへと換装され、こちらは搭載艦の全てが退役するまで運用された。

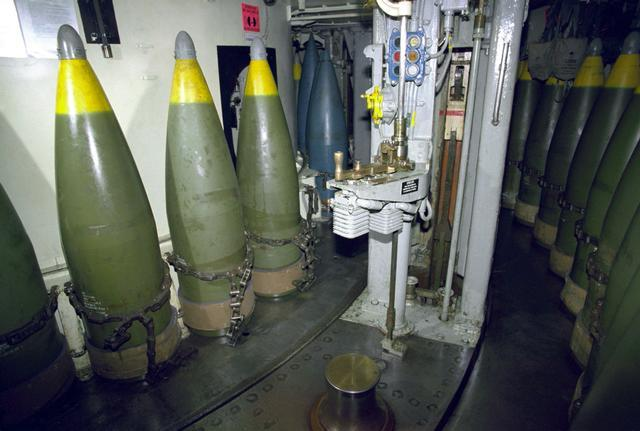
主砲弾薬庫
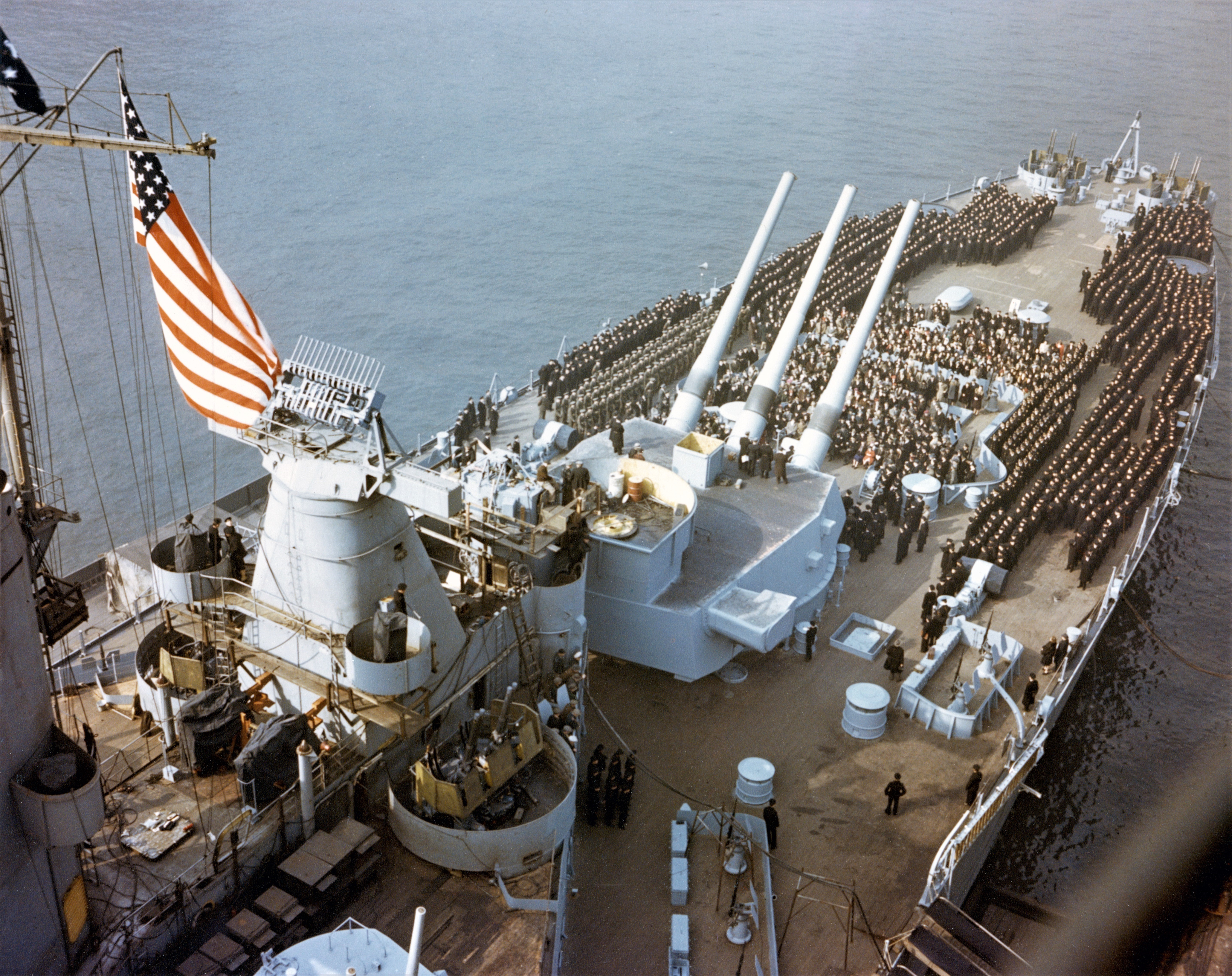
Mk.38方位盤のMk.8 FCR
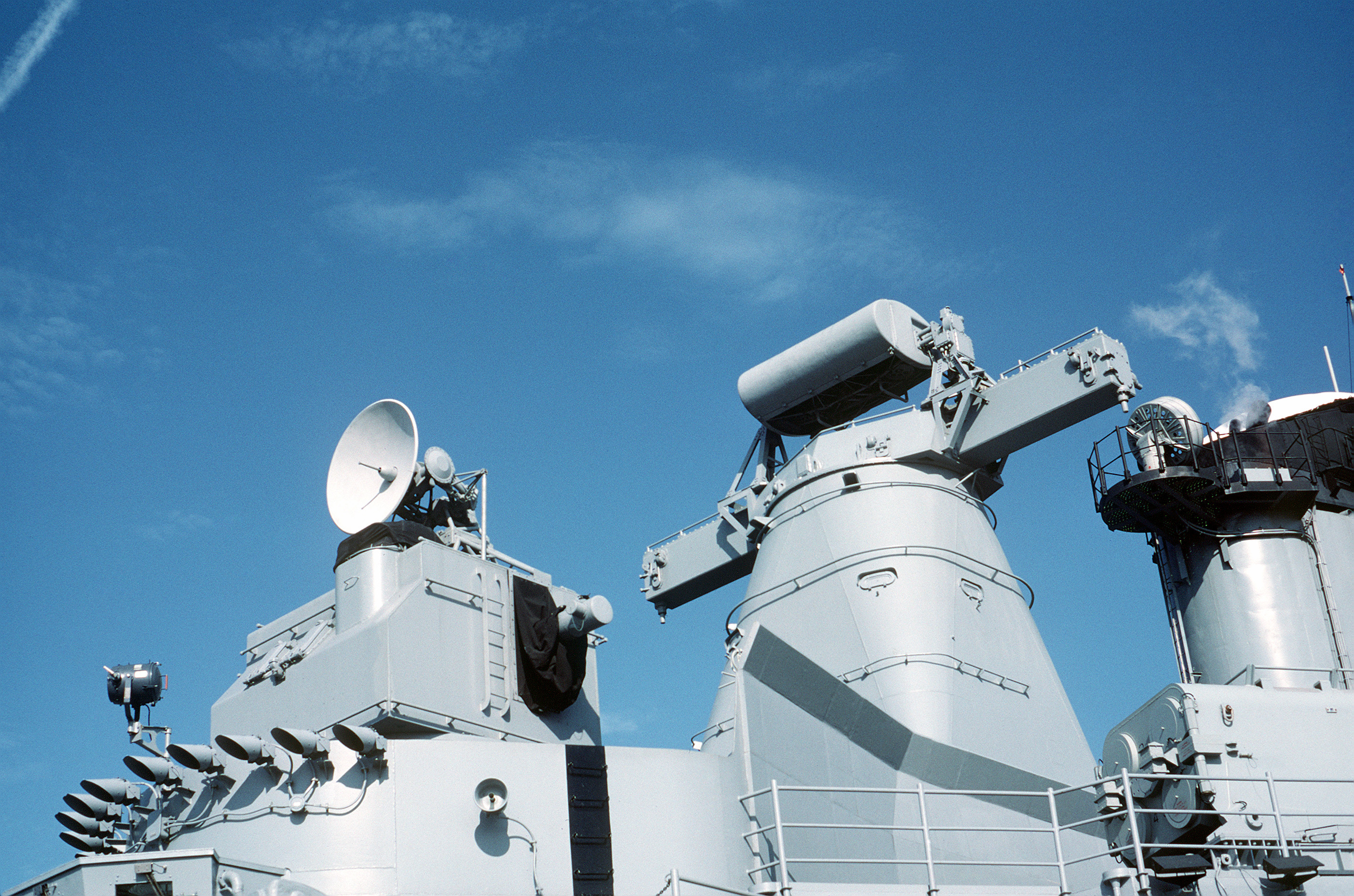
Mk.38方位盤のMk.13 FCR
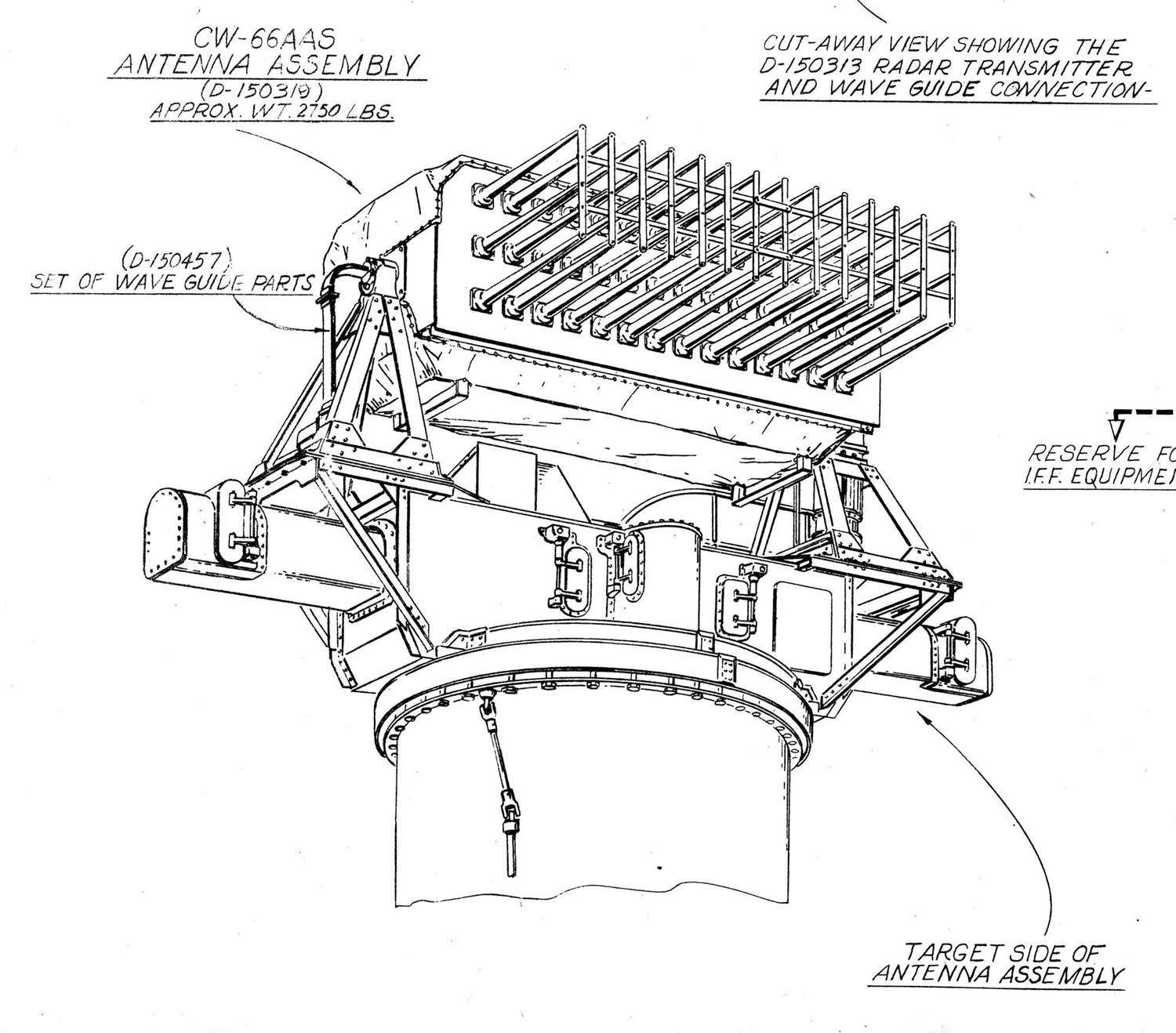
Mk.8 FCR

|          | 主砲諸元 |
|          | 砲身 |
| -------- | --- |
| 口径     | 16in (40.6cm) |
| 型式     | 16inch/50 Mk.7 Mod.0 |
| 種別     | 後装式ライフル砲 |
| 砲身長   | 50口径長 800in (20.32m) |
| 全長     | 816in (20.73m) |
| 重量     | 239,156lbs (108,479kg) |
|          | 砲塔 |
| 構成     | 3連装砲塔 |
| 重量     | 1,701-1,708l.t (1728-1735t) |
| 全高     | 第1砲塔：53ft 7in (16.33m) 第2砲塔：62ft 1in (18.92m) 第3砲塔：52ft 1in (15.88m) |
| 装甲     | 前面：17in (431.8mm) Class B + 2.5in (63.5mm) STS 側面：9.5in (241.3mm) Class A + 0.75in (19.05mm) STS 後面：12in (304.8mm) Class A + 0.75in (19.05mm) STS 上面：7.25in (184.15mm) Class A + 0.75in (19.05mm) STS |
| 俯仰角   | 第1/3砲塔は-2°/+45°、第2砲塔は0°/+45° |
| 俯仰速度 | 12°/s |
| 旋回角   | 1940-50年代：全砲塔 300° (±150°) 1980-90年代：第1/2/3砲塔 278°/252°/256° (±139°/±126°/±128°) |
| 旋回速度 | 4°/s |
| 装填角   | +5° |
| 射撃補助 | 第1砲塔にMk.53 Mod.0 RF、第2/3砲塔はMk.52 Mod.0 RF |
|          | 性能 |
| 砲弾重量 | AP Mk.8：2700lbs (1,225kg)、HC Mk.13：1,900lbs (861kg) |
| 炸薬重量 | AP Mk.8：40.9lbs (18.55kg)、HC Mk.13：153.6lbs (69.67kg) |
| 装薬重量 | 660.0lbs (299.37kg) SPD 839 |
| 砲口初速 | AP Mk.8：2,500fps (762m/s)、HC Mk.13：2,690fps (820m/s) |
| 最大射程 | AP Mk.8：42,300yd (38,679m)、HC Mk.13：41,600yd (38,039m) |
| 発射速度 | 2発/分 |
| 砲身命数 | 戦中：290発、1950年代：350発、1980年代：約1500発 |
| 砲弾数   | 合計：1,220発 (第1砲塔：390発、第2砲塔：460発、第3砲塔：370発) |
| 射撃管制 | Mk.38/Mk.40 GFCS |

| 距離                    | 弾速                 | 落角  | 対垂直装甲           | 対水平装甲           | 垂直貫通力           | 運動エネルギー | MJ/cm²   |
| ----------------------- | -------------------- | ----- | -------------------- | -------------------- | -------------------- | -------------- | -------- |
| 0ヤード (0 m)           | 2,500 ft/s (760 m/s) | 0     | 32.62インチ (829 mm) | ―                    | 32.61インチ (828 mm) | 355.89 MJ      | 0.274394 |
| 5,000ヤード (4,600 m)   | 2,280 ft/s (690 m/s) | 2.5   | 29.39インチ (747 mm) | 0.67インチ (17 mm)   | 29.47インチ (749 mm) | 296.01 MJ      | 0.228227 |
| 10,000ヤード (9,100 m)  | 2,074 ft/s (632 m/s) | 5.7   | 26.16インチ (664 mm) | 1.71インチ (43 mm)   | 26.55インチ (674 mm) | 244.93 MJ      | 0.188843 |
| 15,000ヤード (14,000 m) | 1,893 ft/s (577 m/s) | 9.8   | 23.04インチ (585 mm) | 2.79インチ (71 mm)   | 24.02インチ (610 mm) | 204.05 MJ      | 0.157325 |
| 20,000ヤード (18,000 m) | 1,740 ft/s (530 m/s) | 14.9  | 20.04インチ (509 mm) | 3.90インチ (99 mm)   | 21.89インチ (556 mm) | 172.40 MJ      | 0.132922 |
| 25,000ヤード (23,000 m) | 1,632 ft/s (497 m/s) | 21.1  | 17.36インチ (441 mm) | 5.17インチ (131 mm)  | 20.40インチ (518 mm) | 151.66 MJ      | 0.116931 |
| 30,000ヤード (27,000 m) | 1,567 ft/s (478 m/s) | 28.25 | 14.97インチ (380 mm) | 6.65インチ (169 mm)  | 19.51インチ (496 mm) | 139.82 MJ      | 0.107802 |
| 35,000ヤード (32,000 m) | 1,556 ft/s (474 m/s) | 36.27 | 12.97インチ (329 mm) | 8.48インチ (215 mm)  | 19.36インチ (492 mm) | 137.86 MJ      | 0.106291 |
| 40,000ヤード (37,000 m) | 1,607 ft/s (490 m/s) | 45.47 | 11.02インチ (280 mm) | 11.26インチ (286 mm) | 20.06インチ (510 mm) | 147.05 MJ      | 0.113377 |
| 42,345ヤード (38,720 m) | 1,686 ft/s (514 m/s) | 53.25 | 9.51インチ (242 mm)  | 14.05インチ (357 mm) | 21.14インチ (537 mm) | 161.86 MJ      | 0.124796 |

| 砲弾            | 砲弾長              | 砲弾重量               | 炸薬・弾頭            | 弾速                   | 射程                    | その他                                   |
| --------------- | ------------------- | ---------------------- | --------------------- | ---------------------- | ----------------------- | ---------------------------------------- |
| AP Mk.8 Mod.0-8 | 72インチ (1,800 mm) | 2,700ポンド (1,200 kg) | 40.9ポンド (18.6 kg)  | 2,500 ft/s (760 m/s)   | 42,345ヤード (38,720 m) | 徹甲弾。                                 |
| HC Mk.13 & 14   | 64インチ (1,600 mm) | 1,900ポンド (860 kg)   | 153.6ポンド (69.7 kg) | 2,690 ft/s (820 m/s)   | 41,622ヤード (38,059 m) | 榴弾。MT/PD信管。                        |
| Mk.23 "Katie"   | 64インチ (1,600 mm) | 1,900ポンド (860 kg)   | W23                   | 2,690 ft/s (820 m/s)   | 41,622ヤード (38,059 m) | 核砲弾 (核出力：15 - 20 kt)。MT/PD信管。 |
| HE-CVT Mk.143   | 64インチ (1,600 mm) | 1,900ポンド (860 kg)   | 153.6ポンド (69.7 kg) | 2,690 ft/s (820 m/s)   | 41,622ヤード (38,059 m) | 榴弾。CVT信管。                          |
| ICM Mk.144      | 64インチ (1,600 mm) | 1,900ポンド (860 kg)   | M43A1×400発           | 2,690 ft/s (820 m/s)   | 41,622ヤード (38,059 m) | 小型多弾頭。                             |
| HE-ET/PT Mk.145 | 64インチ (1,600 mm) | 1,900ポンド (860 kg)   | 153.6ポンド (69.7 kg) | 2,690 ft/s (820 m/s)   | 41,622ヤード (38,059 m) | 榴弾。ET/PD信管。                        |
| ICM Mk.146      | 64インチ (1,600 mm) | 1,900ポンド (860 kg)   | SADARM×666発          | 2,690 ft/s (820 m/s)   | 41,622ヤード (38,059 m) | 試作のみ。小型多弾頭。                   |
| HC Mk.147       | 72インチ (1,800 mm) | 2,240ポンド (1,020 kg) | ―                     | 2,825 ft/s (861 m/s)   | 51,000ヤード (47,000 m) | 試作のみ。榴弾。                         |
| HE-ER Mk.148    | 72インチ (1,800 mm) | 1,300ポンド (590 kg)   | M48×300発             | 3,600 ft/s (1,100 m/s) | 70,000ヤード (64,000 m) | 試作のみ。小型多弾頭。                   |
| HE-ER Mk.?      | ―                   | ―                      | M46×248発             | ―                      | 100海里 (190 km)        | 計画のみ。小型多弾頭。GPS/INS誘導弾。    |

### 副砲・対空火器・その他

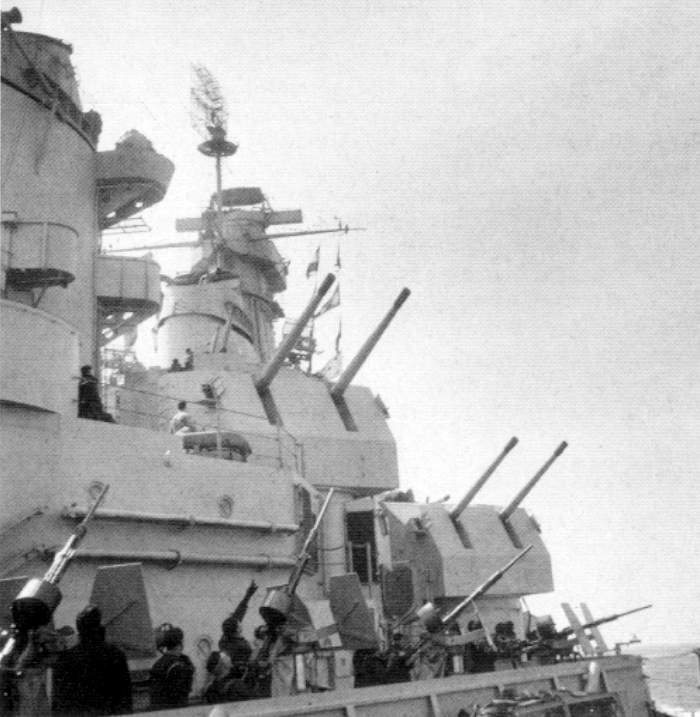
38口径5インチ両用連装砲

副砲は当初ウースター級軽巡洋艦に搭載された6インチ47口径両用連装砲を採用予定だったが、重量問題と開発遅延のため、結局ノース・カロライナ級やサウスダコタ級と同じ5インチ38口径両用連装砲が採用され、これらを両舷中央部に各5基の合計10基20門搭載された。
副砲の射撃指揮装置は、射撃管制用レーダーを装着したMk.37 砲射撃指揮装置が艦橋全部に各1基、加えて一番煙突の両舷部に各1基の計4基が搭載された。
射撃管制用レーダーは就役時はMk.4 FCRを搭載しており、大戦中にMk.12 FCR + Mk.22 HFに、戦後にはMk.25 FCRに換装された。
対空火器は28mm4連装機銃4基と12.7mm機銃12門が検討されたが、建造中にボフォース社製40mm4連装機関砲とエリコン社製20mm単装機銃の採用が決まり、40mm4連装機銃を20基、20mm単装機銃を40門程度搭載した。
40mm機関砲の射撃指揮装置は、竣工時にはMk.49 射撃指揮装置及びMk.51 射撃指揮装置が搭載されていた。大戦末期にはMk.49が降ろされMk.51が増備されたり、Mk.51に変えてAN/SPG-34レーダーを装着したMk.57及びMk.63 砲射撃指揮装置が装備された。

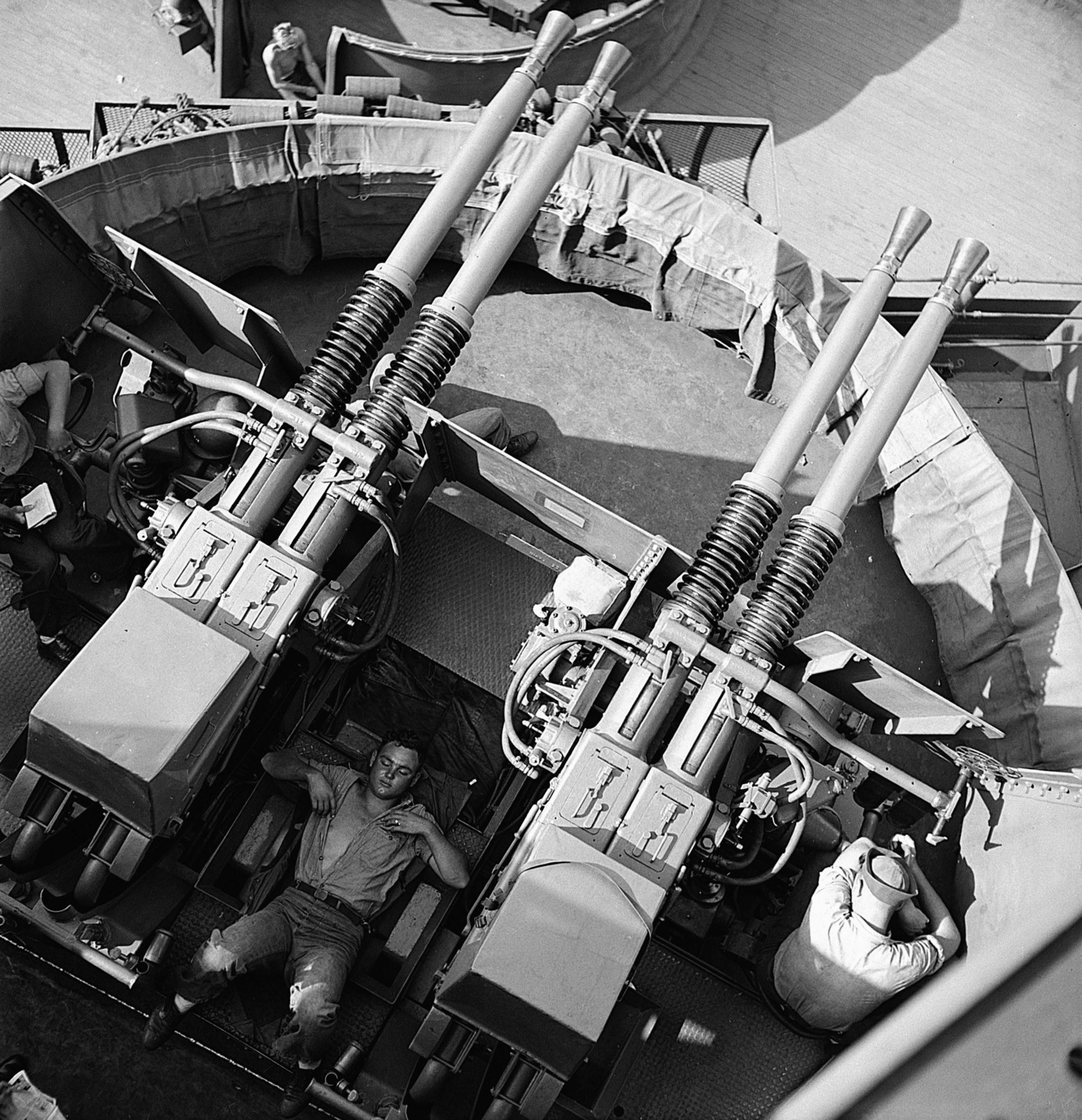
ボフォース 40ｍｍ4連装砲
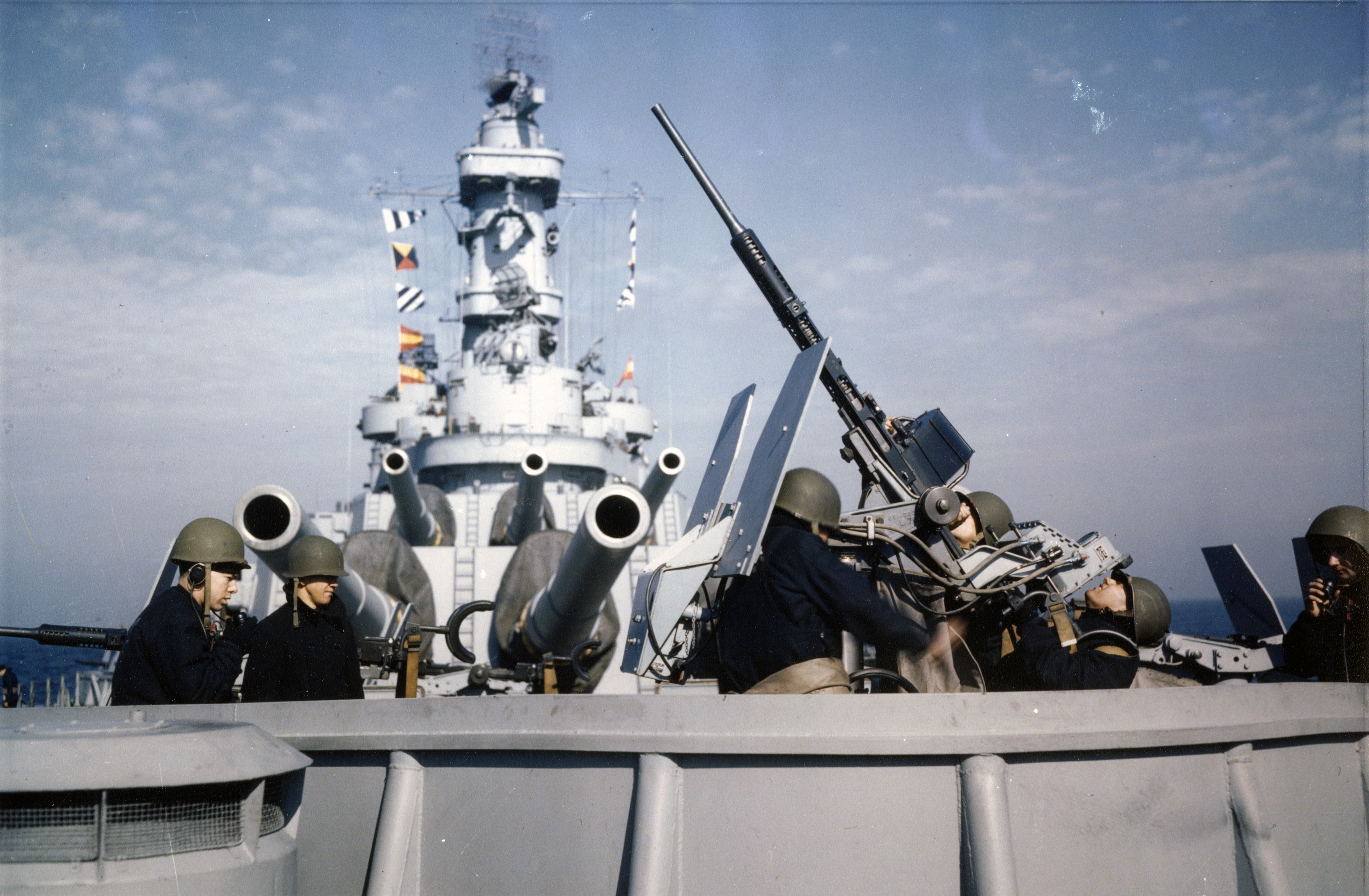
エリコン 20mm

#### 近代化改装後
1980年代の改装時に5インチ38口径両用連装砲を6基12門まで減らし、既存の対空火器の撤去をした上でトマホーク（装甲ボックスランチャー）・ハープーン・ファランクス・SRBOC・Nixieの設置が行われた。
当初はシースパロー（Mk29 8連装ランチャー）の設置も検討されたが、主砲射撃時の爆風にシステムが耐えられないことが判明したため断念され、代わりにスティンガーの配備が行われた。

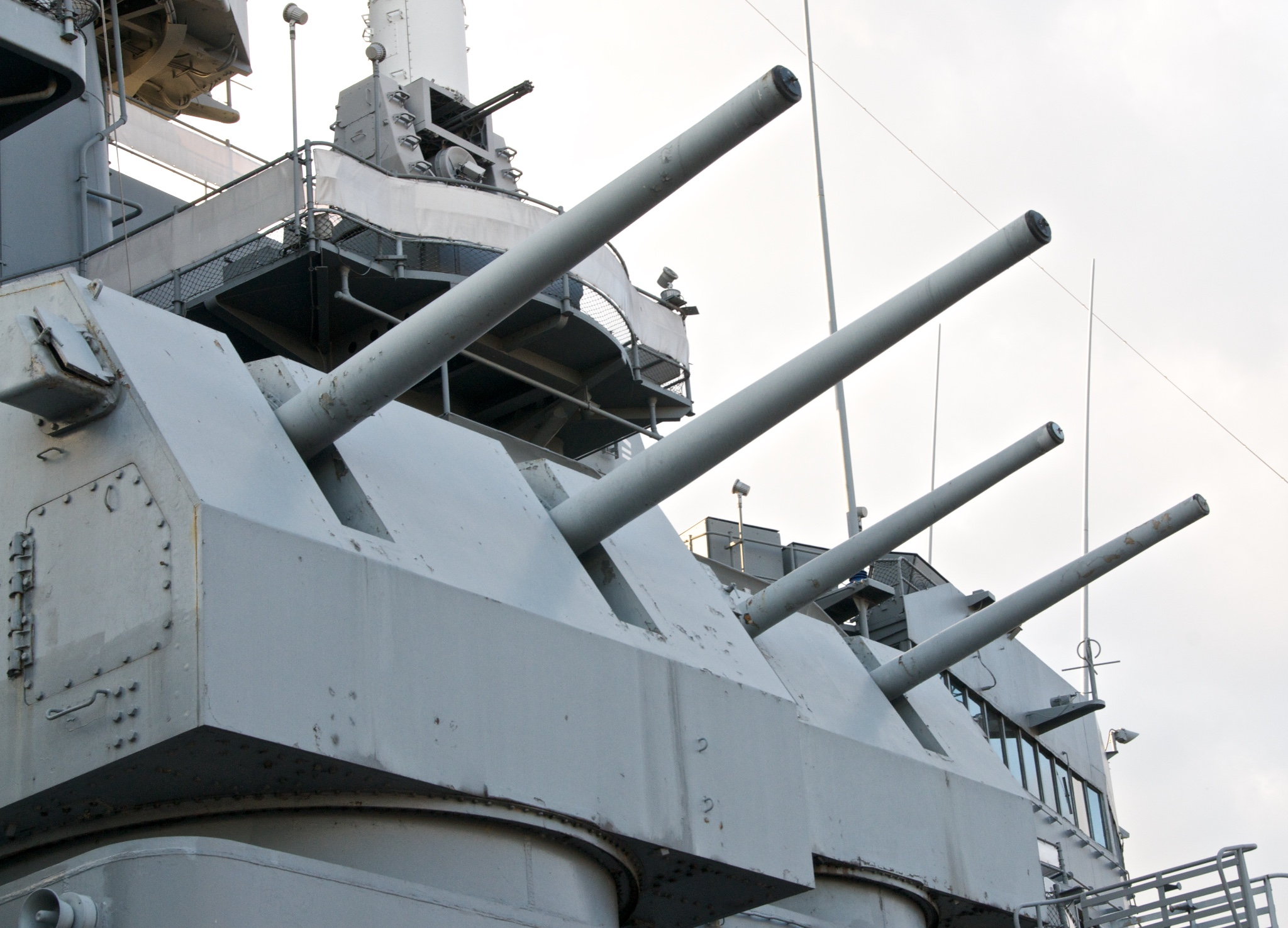
5"/38 Mk.28 mod.2
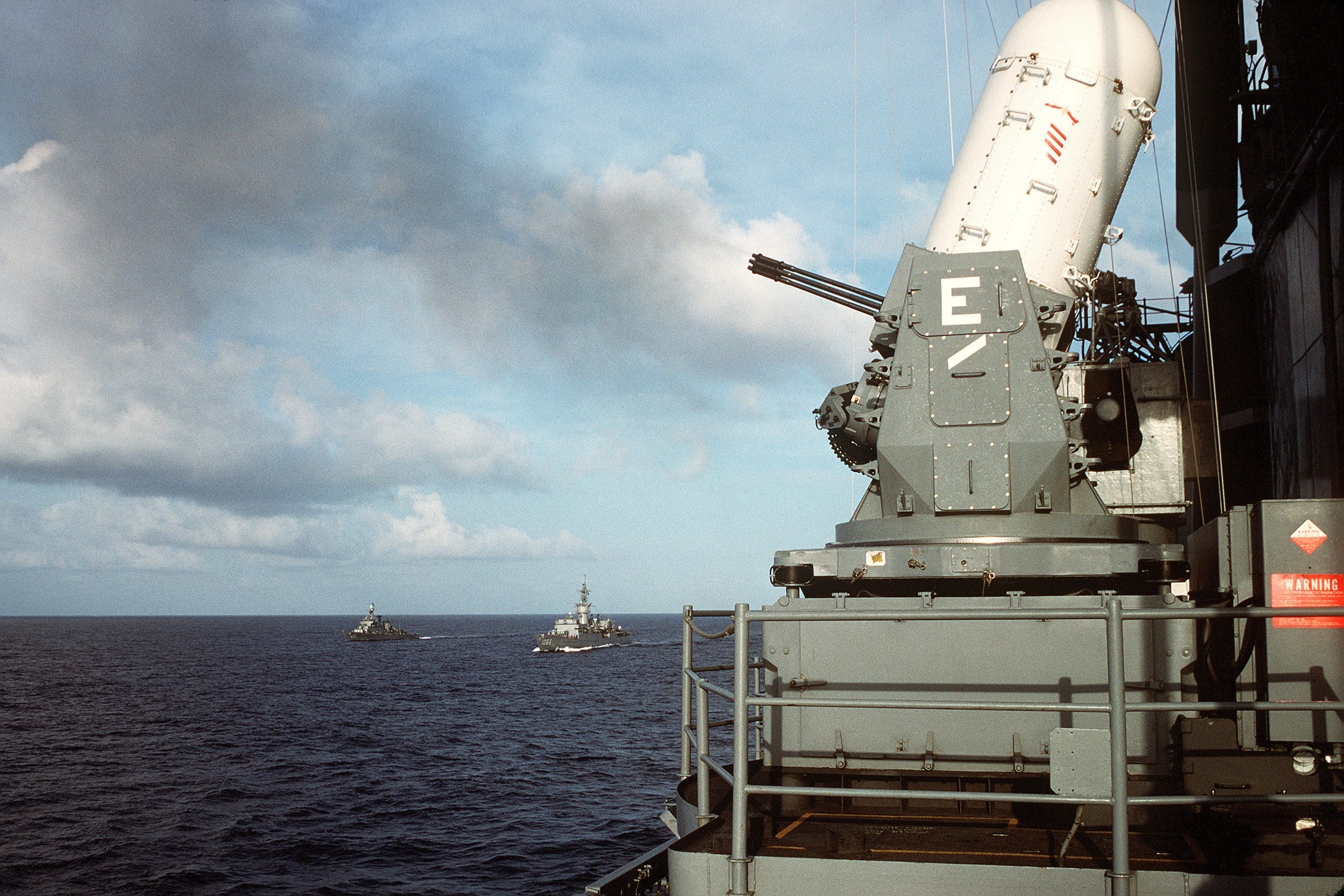
Mk.16 ファランクス CIWS
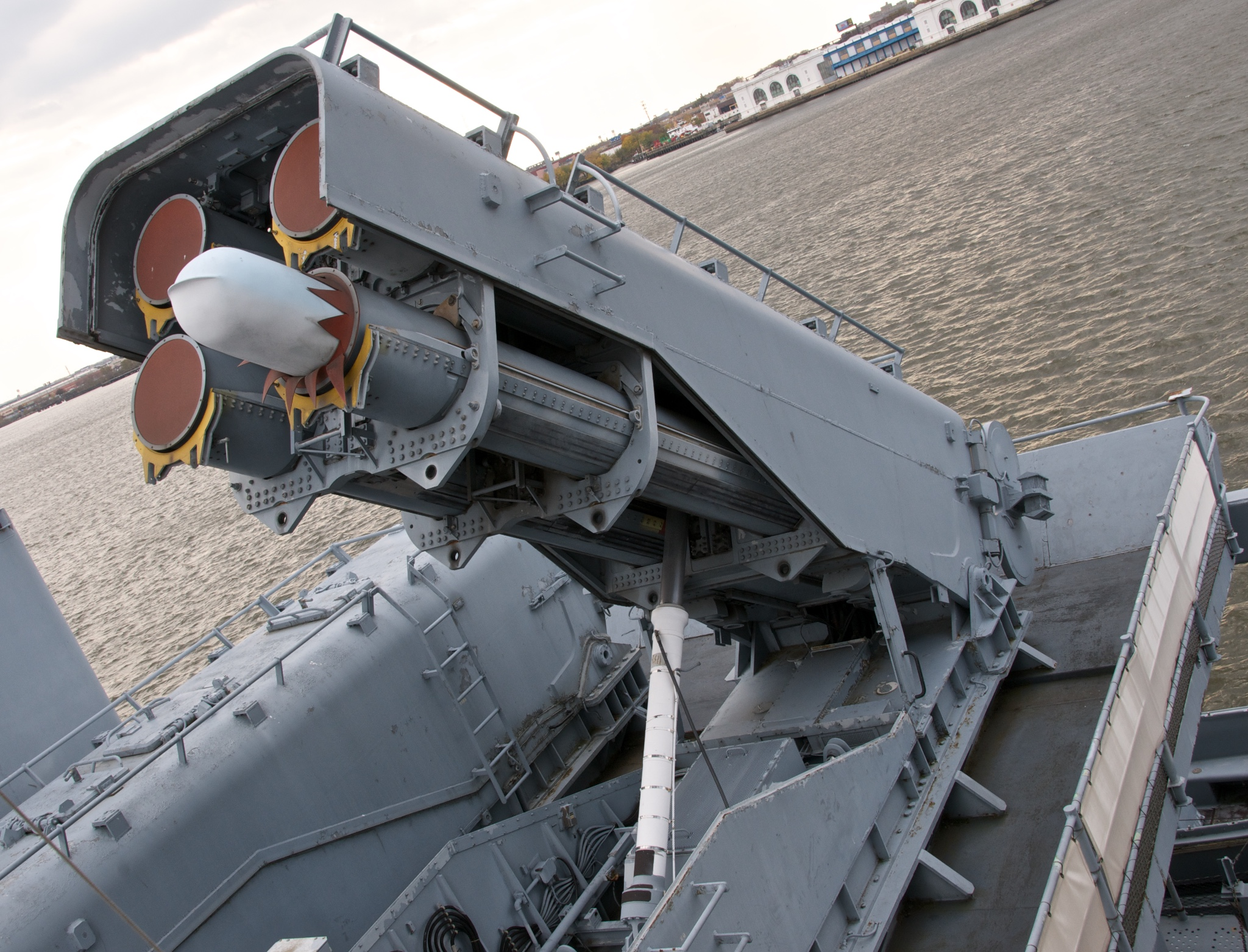
BGM-109 トマホーク
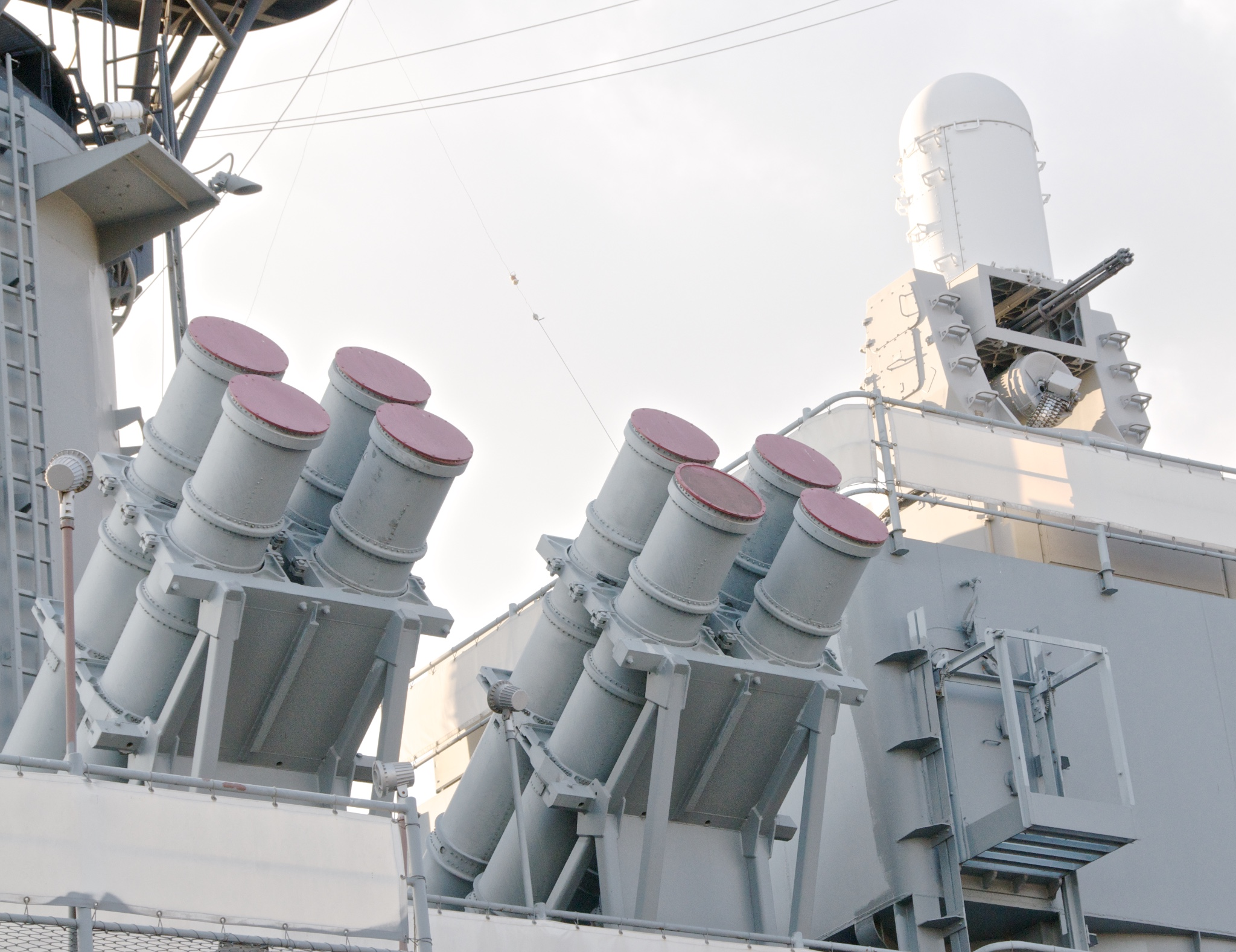
RGM-84 ハープーン
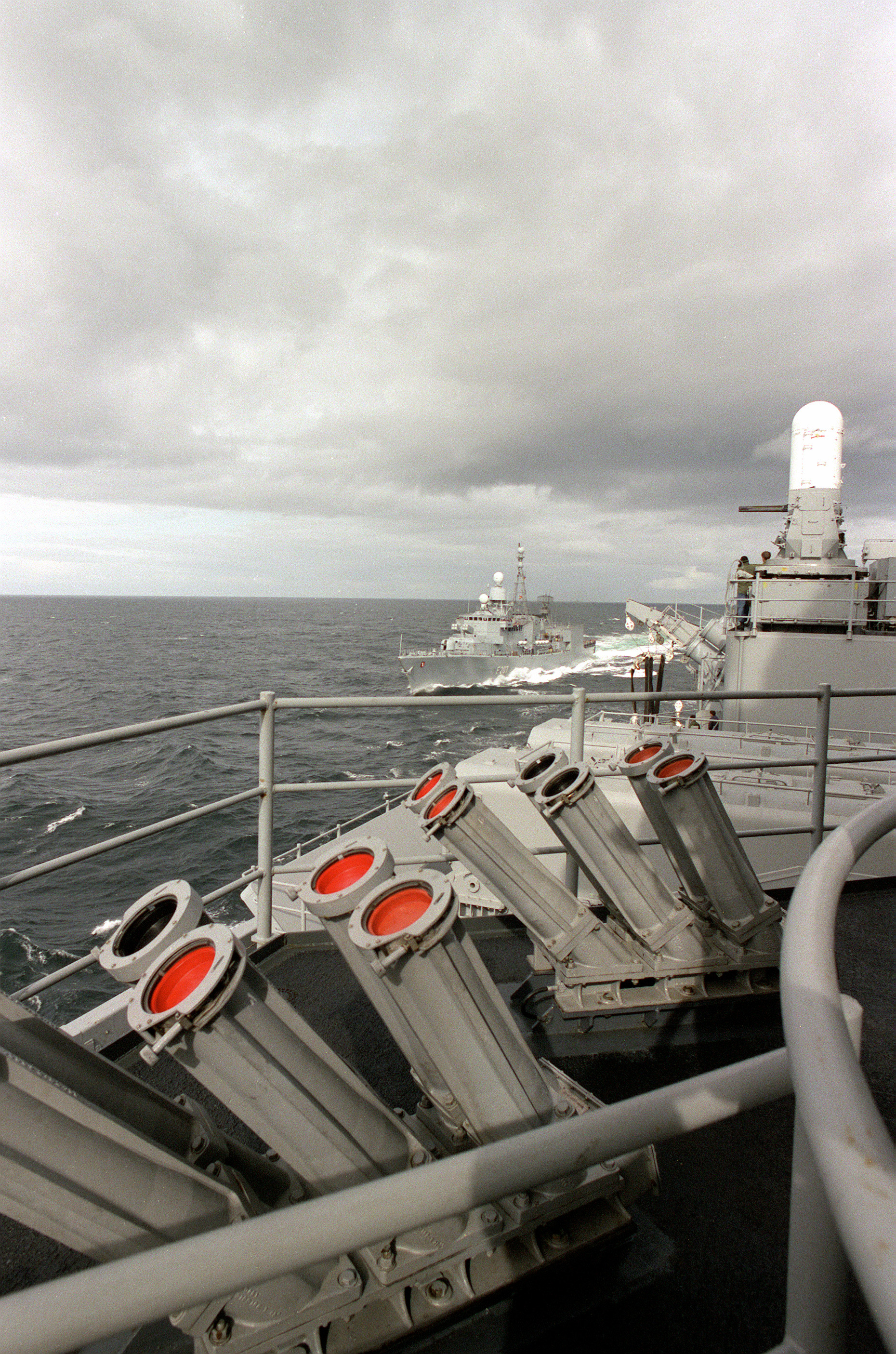
Mk.36 SRBOC
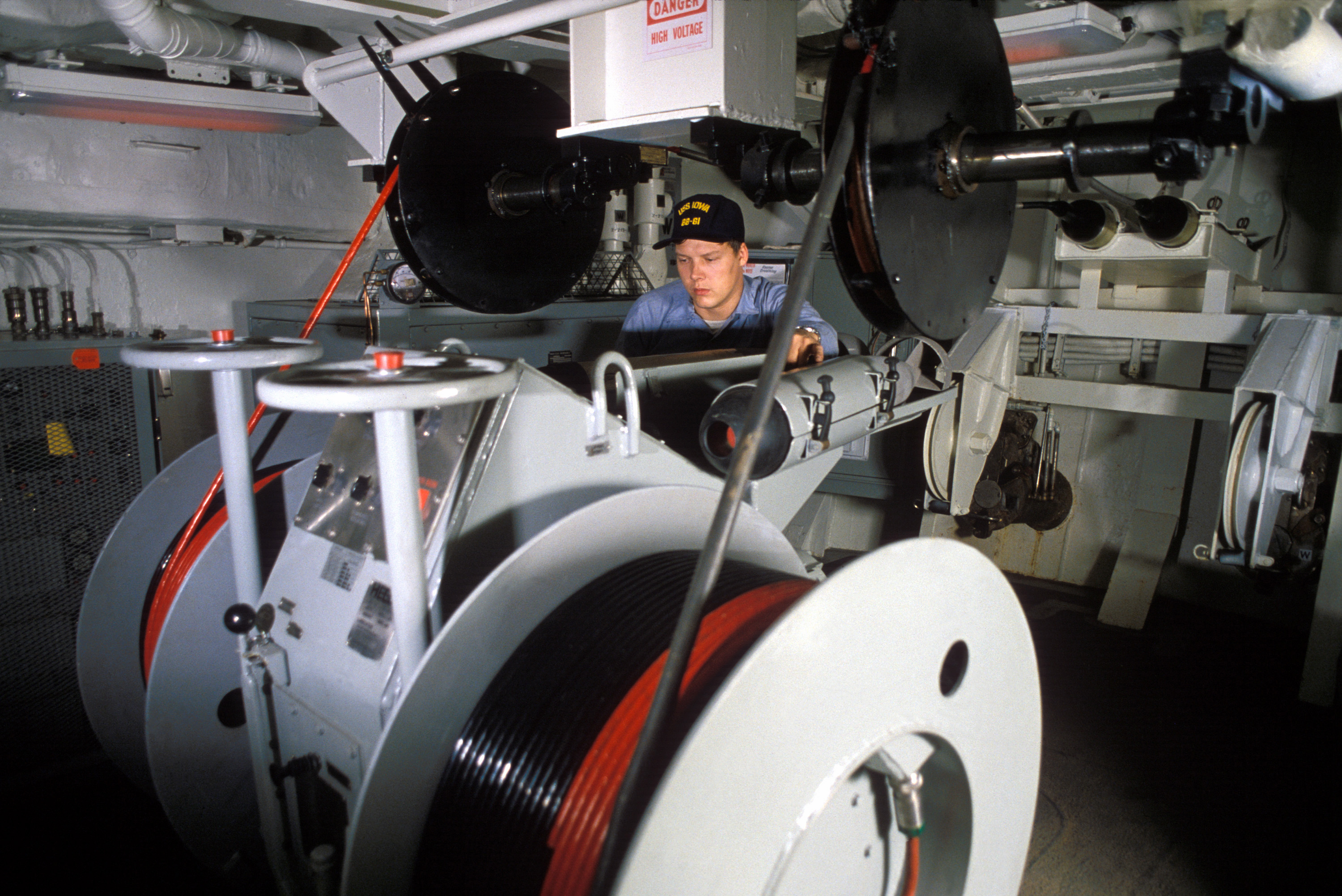
AN/SLQ-25 Nixie

### 電子兵装
| 名称             | 名称             | Mk.3                     | Mk.4                     | Mk.8                    | Mk.12                   | Mk.13                   | Mk.22                   | Mk.25                   | Mk.27                   | Mk.34                   |
| ---------------- | ---------------- | ------------------------ | ------------------------ | ----------------------- | ----------------------- | ----------------------- | ----------------------- | ----------------------- | ----------------------- | ----------------------- |
| GFCS             | GFCS             | Mk.40 GFCS               | Mk.37 GFCS               | Mk.38 GFCS              | Mk.37 GFCS              | Mk.38 GFCS              | Mk.37 GFCS              | Mk.37 GFCS              | Mk.40 GFCS              | Mk.63 GFCS              |
| 周波数           | 周波数           | 0.7 GHz                  | 0.7 GHz                  | 8.82 GHz                | 0.97 GHz                | 8.82 GHz                | 9.88 GHz                | 9 GHz                   | 3.1 GHz                 | 8.82 GHz                |
| パルス幅         | パルス幅         | 1.5 μs                   | 1.5 μs                   | 0.3 μs                  | 1.0 μs                  | 0.3 μs                  | 0.5 μs                  | 0.2 μs                  | 0.3 μs                  | 0.5 μs                  |
| パルス繰返周波数 | パルス繰返周波数 | 1,639 pps                | 1,639 pps                | 1,500 pps               | 480 pps                 | 1,800 pps               | 1,640 pps               | 2,000 pps               | 1,500 pps               | 1,800 pps               |
| 送信尖頭電力     | 送信尖頭電力     | 15 - 20 kW               | 20 kW                    | 35 - 45 kW              | 100 kW                  | 35 - 45 kW              | 25 - 35 kW              | 50 kW                   | 50 kW                   | 32 kW                   |
| ビーム幅         | ビーム幅         | 6°ｖ×30°                 | 12°×12°                  | 2°×6°                   | 10°×10°                 | 0.9°×3.5°               | 1.2°×4.5°               | 1.6°×1.6°               | 6°×12°                  | 2.9°×2.9°               |
| サイズ           | サイズ           | 0.91 m×3.66 m            | 1.83 m×2.13 m            | 0.97 m×2.59 m           | 1.91 m×1.91 m           | 0.61 m×2.44 m           | 1.83 m×0.46 m           | 直径1.57 m              | 0.38 m×0.76 m           | 直径0.84 m              |
| アンテナ重量     | アンテナ重量     | 113 kg                   | 113 kg                   | 454 kg                  | 220 kg                  | 726 kg                  | 42 kg                   | 265 kg                  | 193 kg                  | 52 kg                   |
| 全体重量         | 全体重量         | 742 kg                   | 751 kg                   | 806 kg                  | 1,295 kg                | 2,100 kg                | 502 kg                  | 2,659 kg                | 582 kg                  | 751 kg                  |
| 探知距離         | 実用最大         | 100,000ヤード (91,000 m) | 100,000ヤード (91,000 m) | 44,000ヤード (40,000 m) | 45,000ヤード (41,000 m) | 50,000ヤード (46,000 m) | 40,000ヤード (37,000 m) | 50,000ヤード (46,000 m) | 44,000ヤード (40,000 m) | 40,000ヤード (37,000 m) |
| 探知距離         | 戦艦・巡洋艦     | 32,000ヤード (29,000 m)  | 30,000ヤード (27,000 m)  | 40,000ヤード (37,000 m) | 40,000ヤード (37,000 m) | 44,000ヤード (40,000 m) | 40,000ヤード (37,000 m) | —                       | 40,000ヤード (37,000 m) | —                       |
| 探知距離         | 駆逐艦           | 20,000ヤード (18,000 m)  | 20,000ヤード (18,000 m)  | 31,000ヤード (28,000 m) | 30,000ヤード (27,000 m) | 31,000ヤード (28,000 m) | 25,000ヤード (23,000 m) | —                       | —                       | —                       |
| 探知距離         | 潜水艦           | 12,000ヤード (11,000 m)  | 12,000ヤード (11,000 m)  | 10,000ヤード (9,100 m)  | 9,000ヤード (8,200 m)   | 10,000ヤード (9,100 m)  | 10,000ヤード (9,100 m)  | —                       | 10,000ヤード (9,100 m)  | —                       |
| 探知距離         | 爆撃機           | 45,000ヤード (41,000 m)  | 40,000ヤード (37,000 m)  | 30,000ヤード (27,000 m) | 45,000ヤード (41,000 m) | 30,000ヤード (27,000 m) | 18,000ヤード (16,000 m) | 40,000ヤード (37,000 m) | —                       | 25,000ヤード (23,000 m) |
| 探知距離         | 戦闘機           | —                        | —                        | —                       | 35,000ヤード (32,000 m) | —                       | 15,000ヤード (14,000 m) | —                       | —                       | 20,000ヤード (18,000 m) |
| 精度・分解能     | 精度 (距離)      | 40ヤード (37 m)          | 40ヤード (37 m)          | 15ヤード (14 m)         | 25ヤード (23 m)         | 15ヤード (14 m)         | —                       | 15ヤード (14 m)         | 15ヤード (14 m)         | 15ヤード (14 m)         |
| 精度・分解能     | 精度 (方位)      | 0.113°                   | 0.225°                   | 0.113°                  | 0.169°                  | 0.113°                  | —                       | 0.1°                    | 0.169°                  | 0.113°                  |
| 精度・分解能     | 精度 (仰角)      | —                        | —                        | —                       | 0.169°                  | —                       | 0.169°                  | 0.1°                    | —                       | 0.113°                  |
| 精度・分解能     | 分解能 (距離)    | 400ヤード (370 m)        | 400ヤード (370 m)        | 100ヤード (91 m)        | 300ヤード (270 m)       | 100ヤード (91 m)        | —                       | 40ヤード (37 m)         | 120ヤード (110 m)       | 200ヤード (180 m)       |
| 精度・分解能     | 分解能 (方位)    | 5°                       | 10°                      | 0.5°                    | 7°                      | 1°                      | —                       | 1.3°                    | 6°                      | 2.25°                   |
| 精度・分解能     | 分解能 (仰角)    | —                        | —                        | —                       | 7°                      | —                       | 0.6°                    | 1.3°                    | —                       | 2.25°                   |

| 名称             | 名称             | SG-1, 2, 5 - 7          | SG-3, 4                 | SK, SK-1M                 | SK-2, 3                   | SP                      | SR                        | SR-4                      | SU, SU-1                | SU-2                    |
| ---------------- | ---------------- | ----------------------- | ----------------------- | ------------------------- | ------------------------- | ----------------------- | ------------------------- | ------------------------- | ----------------------- | ----------------------- |
| 周波数           | 周波数           | 3 GHz                   | 3.5 GHz                 | 0.2 GHz                   | 0.22 GHz                  | 2.8 GHz                 | 0.23 GHz                  | 0.62 GHz                  | 9 GHz                   | 9 GHz                   |
| パルス幅         | パルス幅         | 2 μs                    | 0.3 μs                  | 5 μs                      | 5 μs                      | 1 μs                    | 1 μs                      | 2.5 μs                    | 1 μs                    | 1 μs                    |
| パルス繰返周波数 | パルス繰返周波数 | 1,000 pps               | 750 pps                 | 60 pps                    | 60 pps                    | 600 pps                 | 200 pps                   | 180 pps                   | 600 pps                 | 600 pps                 |
| 送信尖頭電力     | 送信尖頭電力     | 30 kW                   | 400 kW                  | 200 kW                    | 200 kW                    | 700 kW                  | 300 kW                    | 350 kW                    | 40 kW                   | 40 kW                   |
| ビーム幅         | ビーム幅         | 5.3°×15°                | 3°×13°                  | 17°×17°                   | 22°×17°                   | 3.6°×3.6°               | 20°×50°                   | 10°×30°                   | 3.8°×3.8°               | 1.8°×3.7°               |
| サイズ           | サイズ           | 0.38 m×1.22 m           | 0.91 m×2.13 m           | 5.18 m×5.49 m             | 直径5.18 m                | 直径2.44 m              | 1.68 m×4.11 m             | 1.68 m×4.57 m             | 直径0.61 m              | 1.16 m×0.89 m           |
| アンテナ重量     | アンテナ重量     | 153 kg                  | 193 kg                  | 1,089 kg                  | 748 kg                    | 1,157 kg                | 130 kg                    | 249 kg                    | 95 kg                   | 79 kg                   |
| 全体重量         | 全体重量         | 962 kg                  | 1,778 kg                | 1,887 kg                  | 1,639 kg                  | 3,758 kg                | 1,215 kg                  | 1,095 kg                  | 549 kg                  | 1,156 kg                |
| 探知距離         | 実用最大         | 75,000ヤード (69,000 m) | —                       | 228,800ヤード (209,200 m) | 228,800ヤード (209,200 m) | —                       | —                         | 211,200ヤード (193,100 m) | —                       | —                       |
| 探知距離         | 戦艦・巡洋艦     | 35,000ヤード (32,000 m) | 70,400ヤード (64,400 m) | 35,200ヤード (32,200 m)   | 35,200ヤード (32,200 m)   | 2,800ヤード (2,600 m)   | 35,200ヤード (32,200 m)   | 35,200ヤード (32,200 m)   | 47,520ヤード (43,450 m) | 38,720ヤード (35,410 m) |
| 探知距離         | 駆逐艦           | 26,000ヤード (24,000 m) | 52,800ヤード (48,300 m) | 31,680ヤード (28,970 m)   | 31,680ヤード (28,970 m)   | 35,200ヤード (32,200 m) | 26,400ヤード (24,100 m)   | 26,400ヤード (24,100 m)   | 17,600ヤード (16,100 m) | 26,400ヤード (24,100 m) |
| 探知距離         | 潜水艦           | 9,000ヤード (8,200 m)   | 21,120ヤード (19,310 m) | 8,800ヤード (8,000 m)     | 8,800ヤード (8,000 m)     | 17,600ヤード (16,100 m) | 8,800ヤード (8,000 m)     | 8,800ヤード (8,000 m)     | 8,800ヤード (8,000 m)   | 21,120ヤード (19,310 m) |
| 探知距離         | 爆撃機           | 22,000ヤード (20,000 m) | 38,720ヤード (35,410 m) | 193,600ヤード (177,000 m) | 211,200ヤード (193,100 m) | ―                       | 193,600ヤード (177,000 m) | 158,400ヤード (144,800 m) | 31,680ヤード (28,970 m) | 26,400ヤード (24,100 m) |
| 探知距離         | 戦闘機           | —                       | —                       | 140,800ヤード (128,700 m) | 140,800ヤード (128,700 m) | —                       | 132,000ヤード (121,000 m) | 123,200ヤード (112,700 m) | —                       | —                       |
| 精度・分解能     | 精度 (距離)      | 200ヤード (180 m)       | 100ヤード (91 m)        | 100ヤード (91 m)          | 100ヤード (91 m)          | 200ヤード (180 m)       | 100ヤード (91 m)          | 100ヤード (91 m)          | 125ヤード (114 m)       | 40ヤード (37 m)         |
| 精度・分解能     | 精度 (方位)      | 2°                      | 0.75°                   | 3°                        | 3°                        | 0.5°                    | 2°                        | 1°                        | 0.5°                    | 1°                      |
| 精度・分解能     | 精度 (仰角)      | —                       | —                       | —                         | —                         | 1,300フィート (400 m)   | —                         | —                         | —                       | —                       |
| 精度・分解能     | 分解能 (距離)    | 400ヤード (370 m)       | 200ヤード (180 m)       | 500ヤード (460 m)         | 500ヤード (460 m)         | 200ヤード (180 m)       | 100ヤード (91 m)          | 200ヤード (180 m)         | 400ヤード (370 m)       | 100ヤード (91 m)        |
| 精度・分解能     | 分解能 (方位)    | 5.3°                    | 2°                      | 10°                       | 10°                       | 1.5°                    | 10°                       | 4°                        | 2°                      | 1°                      |
| 精度・分解能     | 分解能 (仰角)    | —                       | —                       | —                         | —                         | 1,300フィート (400 m)ft | —                         | —                         | —                       | —                       |

### 航空機
就役後から1940年代後半までは従来の艦艇と同様に水上機を運用していたが、50年代前後からカタパルトとクレーンの撤去と共にヘリコプターへと切り替えていっており、1980年代の再就役時にはこれに加えて無人航空機の運用もなされた。

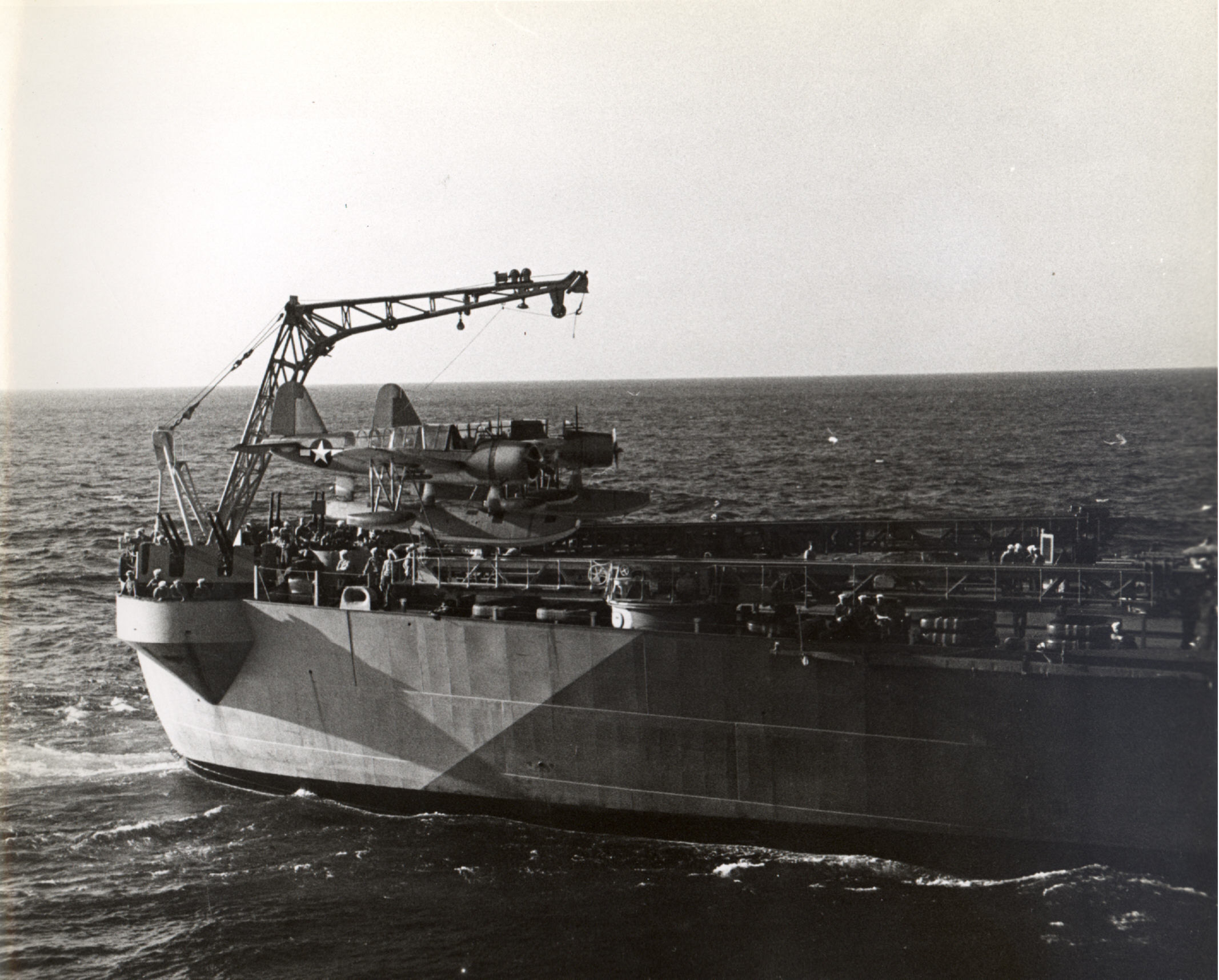
Vought OS2U-3 Kingfisher
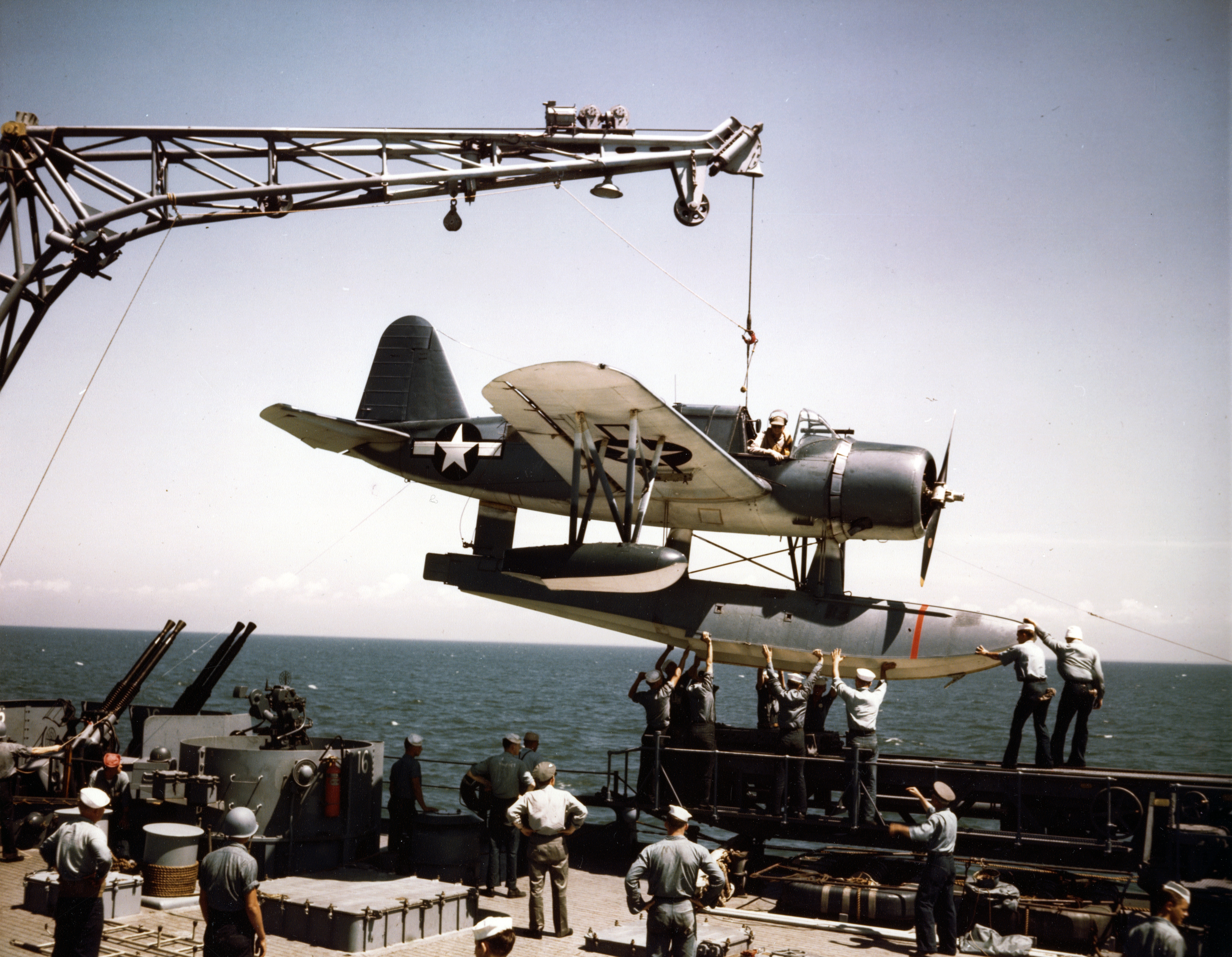
Vought OS2N-1 Kingfisher
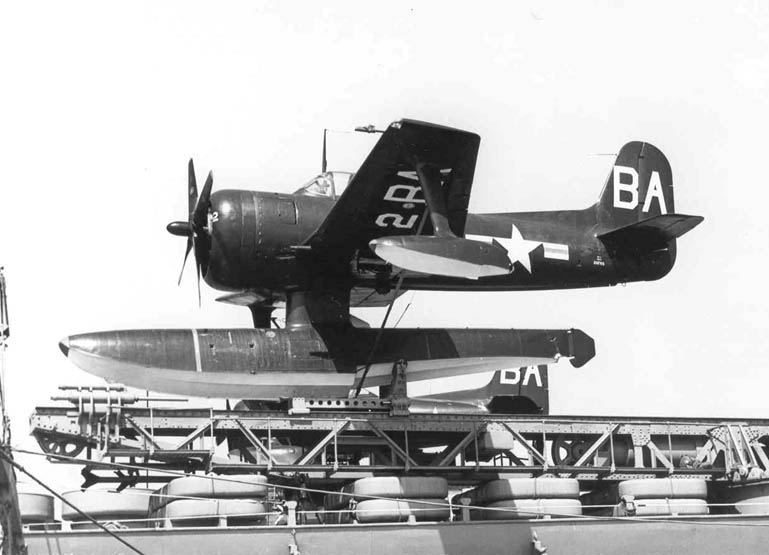
Curtiss SC-1 Seahawk
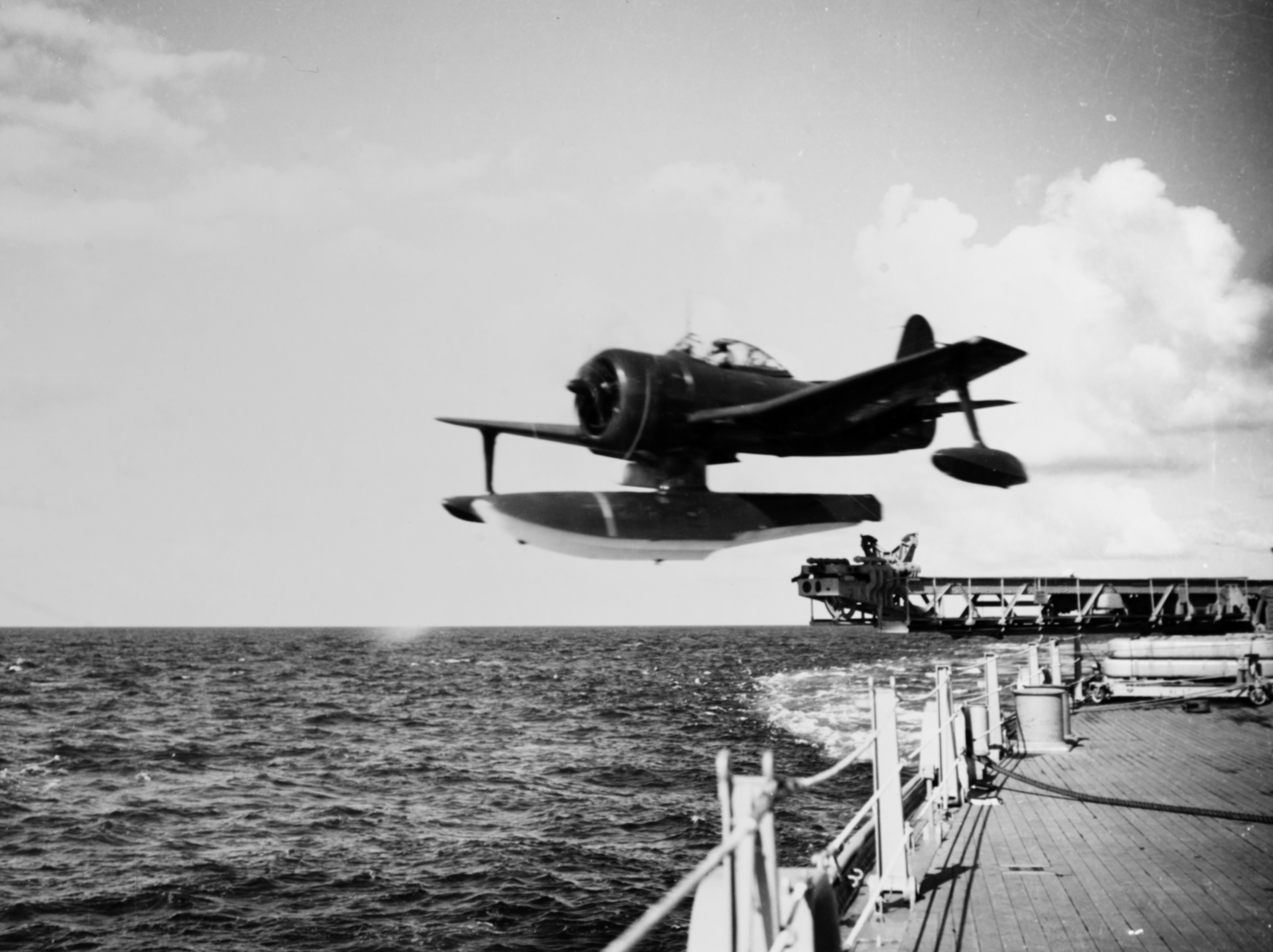
Curtiss SC-1 Seahawk
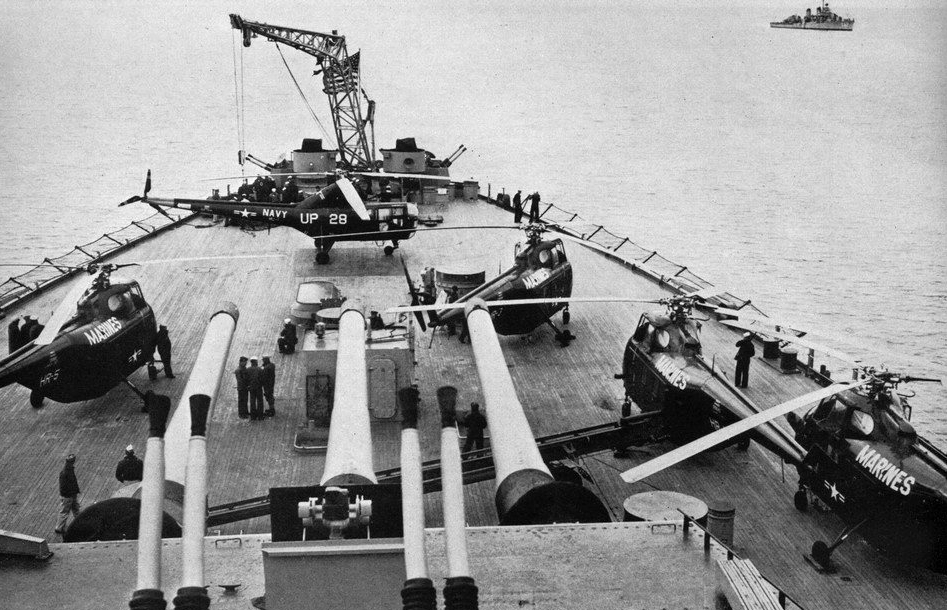
Sikorsky HRS-1
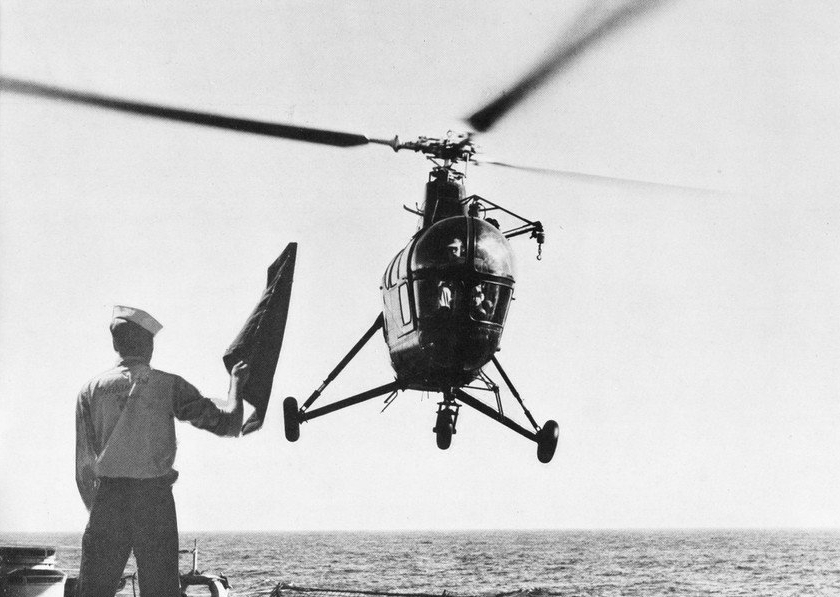
Sikorsky HO3S-1
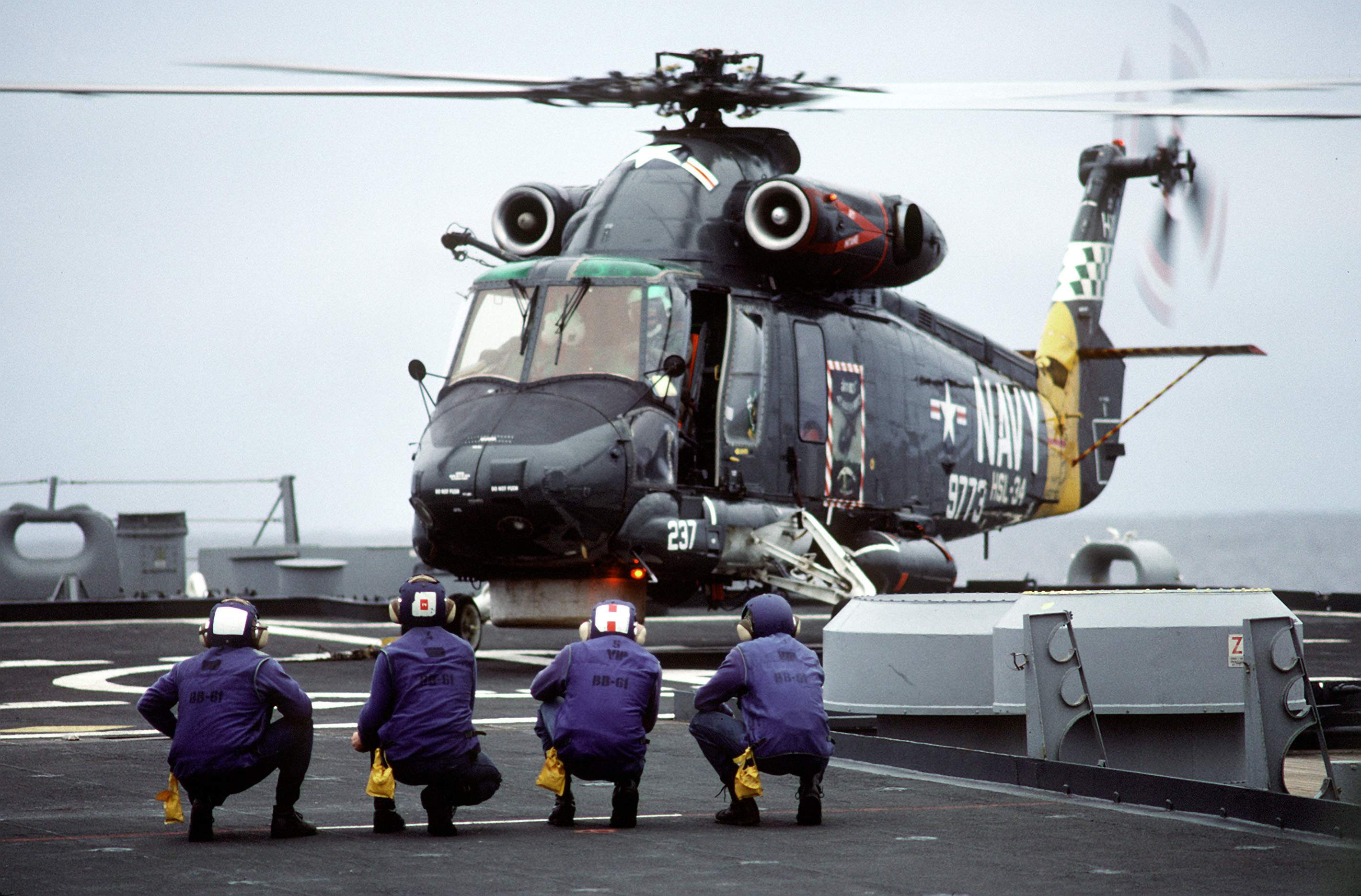
Kaman SH-2F Seasprite
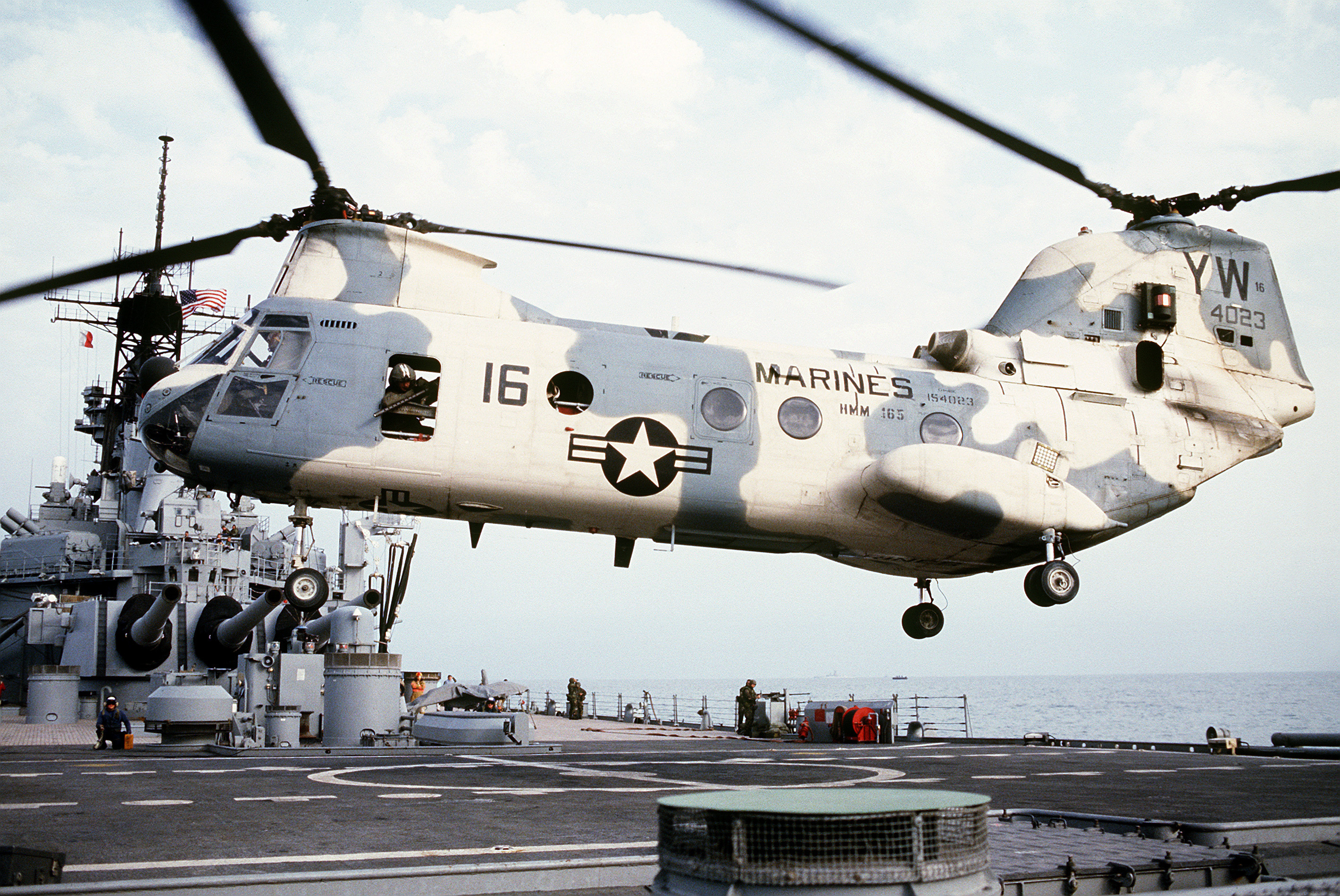
Boeing Vertol CH-46D Sea Knight
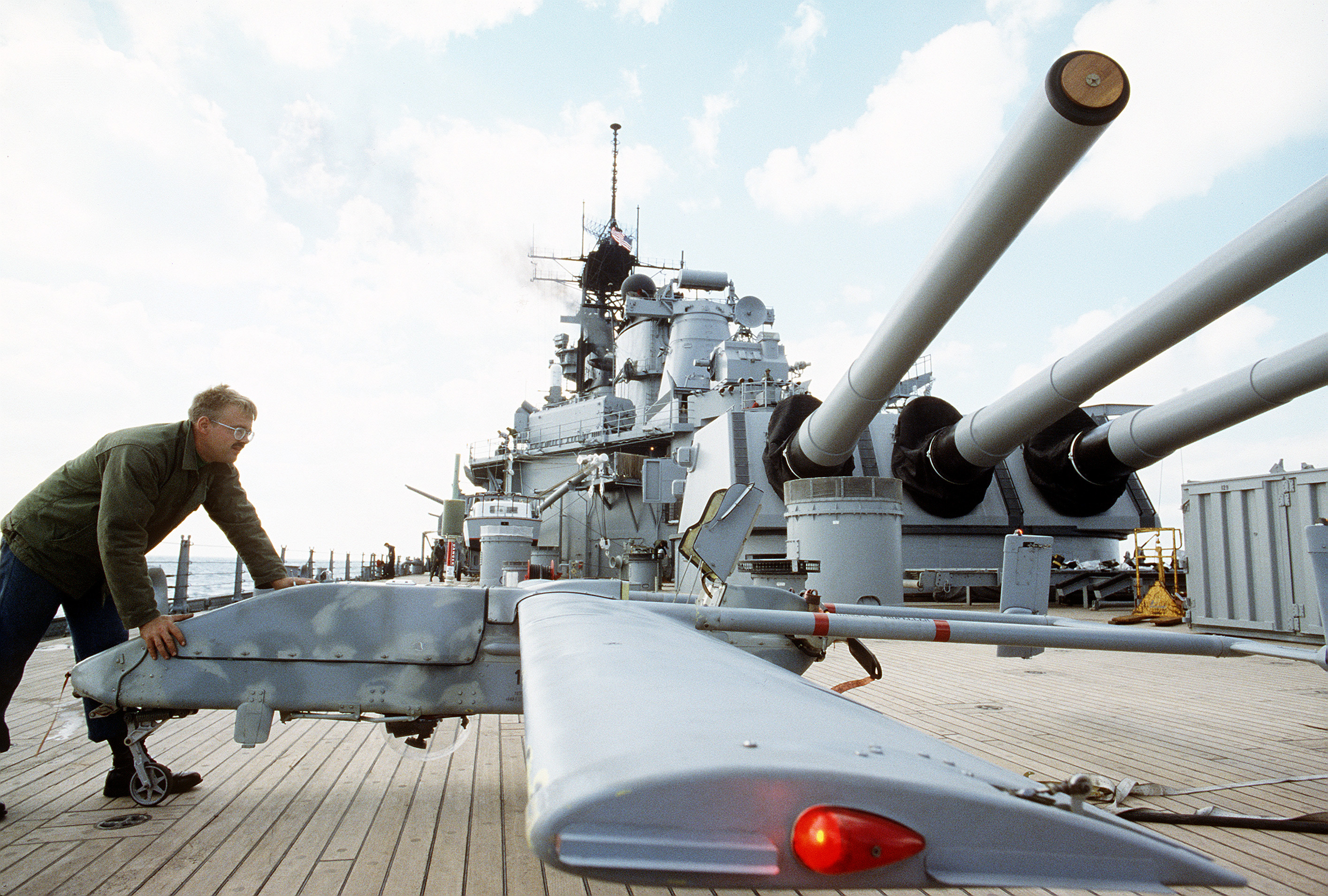
AAI RQ-2 Pioneer
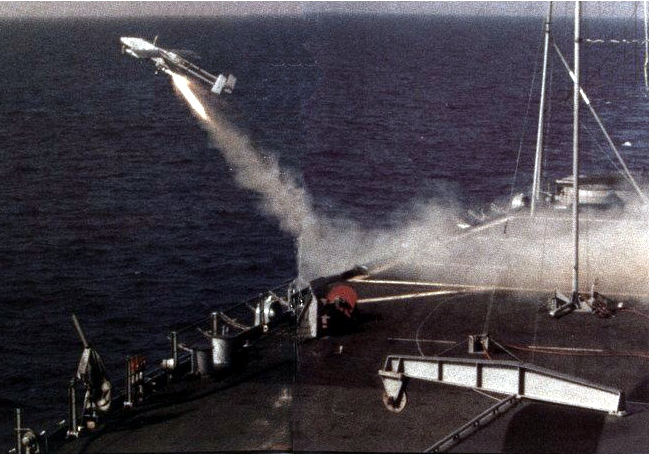
AAI RQ-2 Pioneer

## 機関
バブコック・アンド・ウィルコックス M-Type ボイラー、重量ポンド毎平方インチは設計圧力634 psi (4,370 kPa)、作動圧力565 psi (3,900 kPa)、温度850 °F (454 °C)で212,000軸馬力 (158,000 kW)という高い出力を実現し、過負荷は20% (254,000軸馬力 (189,000 kW)) まで可能だった。一方、シフト配置の採用により機関部は全長の1/2を超える長さとなってしまった。ボイラーはサウスダコタ級に引継ぎ高温高圧蒸気型である。2つのボイラーと1つのタービンが組み合わさって1セットとされ、艦首方向から順に4セット並べられ4軸のスクリュー軸を回した。
設計速度は33ノットであり、上記の大出力機関を用いたことで所期した速度性能に到達することもできた。排水量が51,000ロングトン (52,000 t)のときに20%の過負荷を掛けた際の速度は、35.4ノットに到達するという。ただし戦時中時の満載排水量で計測した時は、計画時の排水量より3,000トン以上増えたこともあり、10分の10全力運転で31ノット程度であった。この影響もあり、戦時中時における非過負荷状態時の最高速力は公式では30ノットと定められた。1968年3月にニュージャージーは35.2ノットを発揮したとされる。

### 予測速度と実際速度
設計基準排水量45,000ロングトン (46,000 t)、設計排水量53,900ロングトン (54,800 t)、設計満載排水量56,270ロングトン (57,170 t)
|                            | 排水量                      | 馬力 (shp) | 速度 (ノット) |
| -------------------------- | --------------------------- | ---------- | ------------- |
| 1951年10月 新しいプロペラ  | 不明                        | 197,000    | 32            |
| 1951年10月 新しいプロペラ  | 不明                        | 219,000    | 33            |
| 模型試験                   | 53,900ロングトン (54,800 t) | 212,000    | 32.5          |
| 1945年1月 プロペラ模型試験 | 51,209ロングトン (52,031 t) | 225,000    | 34            |
| 予測値                     | 51,000ロングトン (52,000 t) | 254,000    | 35.4          |
| 予測値                     | 満載                        | 254,000    | 33.5          |

|                                      | 排水量                      | 馬力 (shp) | 速度 (ノット) |
| ------------------------------------ | --------------------------- | ---------- | ------------- |
| 1943年10月 ニュージャージー 公試     | 55,950ロングトン (56,850 t) | 162,277    | 29.3          |
| 1943年12月 ニュージャージー 公試     | 56,928ロングトン (57,842 t) | 221,000    | 31.9          |
| 1944年2月 アイオワとニュージャージー | 不明                        | 不明       | 32.5          |
| 朝鮮戦争 アイオワ                    | 不明                        | 不明       | 33            |
| 1968年3月 ニュージャージー 公試      | 不明                        | 不明       | 35.2          |
| 1985年 アイオワ                      | 不明                        | 不明       | 32            |
| 1986年 ミズーリ 公試                 | 不明                        | 不明       | 32            |

| 1943年 New Jersey 速度 排水量：57,813t (56,900英t) | 1943年 New Jersey 速度 排水量：57,813t (56,900英t) | 1943年 New Jersey 速度 排水量：57,813t (56,900英t) | 1985年 Iowa 速度 排水量：56,857t (55,960英t) | 1985年 Iowa 速度 排水量：56,857t (55,960英t) | 1985年 Iowa 速度 排水量：56,857t (55,960英t) |
| 速度 (kn)                                          | rpm                                                | 馬力 (shp)                                         | 速度 (kn)                                    | rpm                                          | 馬力 (shp)                                   |
| -------------------------------------------------- | -------------------------------------------------- | -------------------------------------------------- | -------------------------------------------- | -------------------------------------------- | -------------------------------------------- |
| 15.50                                              | 89.2                                               | 16,800                                             | 9.29                                         | 50.8                                         | 3,200                                        |
| 20.05                                              | 117.0                                              | 38,000                                             | 13.67                                        | 75.3                                         | 9,500                                        |
| 24.90                                              | 147.2                                              | 78,000                                             | 17.67                                        | 100.1                                        | 21,500                                       |
| 27.92                                              | 168.9                                              | 126,400                                            | 22.93                                        | 131.2                                        | 49,500                                       |
| 29.30                                              | 183.2                                              | 163,400                                            | 25.47                                        | 145.2                                        | 67,600                                       |
| -                                                  | -                                                  | -                                                  | 28.30                                        | 167.6                                        | 109,900                                      |
| -                                                  | -                                                  | -                                                  | 29.78                                        | 180.2                                        | 138,700                                      |
| -                                                  | -                                                  | -                                                  | 30.4                                         | 199.3                                        | 189,700                                      |

| 1943年のNew Jersey及び1985年のIowaの燃費公試           | 1943年のNew Jersey及び1985年のIowaの燃費公試           | 1943年のNew Jersey及び1985年のIowaの燃費公試           | 1943年のNew Jersey及び1985年のIowaの燃費公試           | 1943年のNew Jersey及び1985年のIowaの燃費公試           | 1943年のNew Jersey及び1985年のIowaの燃費公試     | 1943年のNew Jersey及び1985年のIowaの燃費公試     | 1943年のNew Jersey及び1985年のIowaの燃費公試     | 1943年のNew Jersey及び1985年のIowaの燃費公試     | 1943年のNew Jersey及び1985年のIowaの燃費公試     |
| 1943年 New Jersey 航続性能 排水量：57,813t (56,900英t) | 1943年 New Jersey 航続性能 排水量：57,813t (56,900英t) | 1943年 New Jersey 航続性能 排水量：57,813t (56,900英t) | 1943年 New Jersey 航続性能 排水量：57,813t (56,900英t) | 1943年 New Jersey 航続性能 排水量：57,813t (56,900英t) | 1985年 Iowa 航続性能 排水量：56,857t (55,960英t) | 1985年 Iowa 航続性能 排水量：56,857t (55,960英t) | 1985年 Iowa 航続性能 排水量：56,857t (55,960英t) | 1985年 Iowa 航続性能 排水量：56,857t (55,960英t) | 1985年 Iowa 航続性能 排水量：56,857t (55,960英t) |
| 速度 (kn)                                              | rpm                                                    | 馬力 (shp)                                             | 燃費 (gal/hr) / (lb/hr)                                | 航続距離 (海里)                                        | 速度 (kn)                                        | rpm                                              | 馬力 (shp)                                       | 燃費 (gal/hr) / (lb/hr)                          | 航続距離 (海里)                                  |
| ------------------------------------------------------ | ------------------------------------------------------ | ------------------------------------------------------ | ------------------------------------------------------ | ------------------------------------------------------ | ------------------------------------------------ | ------------------------------------------------ | ------------------------------------------------ | ------------------------------------------------ | ------------------------------------------------ |
| 15.3                                                   | 87.9                                                   | 16,470                                                 | 1,900 / 15,500                                         | 19,240                                                 | 14.9                                             | 80.1                                             | 13,290                                           | 2,509 / 17,754                                   | 16,358                                           |
| 20.0                                                   | 116.7                                                  | 38,340                                                 | 3,000 / 24,400                                         | 15,976                                                 | 20.9                                             | 120.1                                            | 38,730                                           | 4,281 / 30,288                                   | 13,450                                           |
| 25.1                                                   | 148.5                                                  | 81,900                                                 | 6,200 / 50,600                                         | 9,668                                                  | 24.0                                             | 140.2                                            | 61,010                                           | 5,864 / 41,510                                   | 11,269                                           |
| 29.7                                                   | 186.1                                                  | 170,960                                                | 13,000 / 105,000                                       | 5,513                                                  | 26.8                                             | 158.9                                            | 90,290                                           | 8,342 / 59,102                                   | 8,838                                            |
| 31.0                                                   | 203.0                                                  | 221,030                                                | 17,700 / 142,900                                       | 4,228                                                  | 29.2                                             | 179.9                                            | 138,190                                          | 12,527 / 88,681                                  | 6,418                                            |
| -                                                      | -                                                      | -                                                      | -                                                      | -                                                      | 31.0                                             | 198.1                                            | 186,260                                          | 17,535 / 124,210                                 | 4,865                                            |

## 防御
サウスダコタ級に準じた集中防御方式(All or nothing)の45口径40.6cm砲の対応装甲であり、そして司令塔の装甲厚などは若干拡大されている。
対応防御はコロラド級戦艦のMk.5 16インチ45口径砲(AP Mark 5、砲口初速768 m/s、重量1,016 kg)では17,600–31,200ヤード (16,100–28,500 m)、サウスダコタ級戦艦のMk.6 16インチ45口径砲(AP Mark 8、砲口初速701 m/s、重量1,225 kg)では20,400–26,700ヤード (18,700–24,400 m)、本艦のMk.7 16インチ50口径砲(AP Mark 8、砲口初速762 m/s、重量1,225 kg)では23,600–27,400ヤード (21,600–25,100 m)である。
水中防御はサウスダコタ級と同じ構造にTNT 318 kgの魚雷弾頭に対抗できる設計となっている。しかし、この構造は1939年に衝撃吸収能力は前級より劣っていたという試験結果が出た。さらに第二次世界大戦勃発直後の1939年10月14日、イギリス海軍のＲ級戦艦「ロイヤル・オーク」がドイツ海軍のU47に撃沈され、戦訓を盛り込んだためアイオワとニュージャージーの設計と建造スケジュールにも影響を与えた。
液層区画と機械室内部区画を改正されたものの、なお不十分とされ、結局は完全解決されることはなかった。前級より劣っているというサウスダコタ級の水中防御と同じ構造のアイオワ級もノースカロライナ級のように想定した以上の破壊力の強い魚雷に同程度かそれ以上の被害が出た可能性は否めない。一方で1942年度に起工したイリノイ(USS Illinois、BB-65)とケンタッキー(USS Kentucky、BB-66)は水中防御構造の改正で水中防御が改善されると予想されていたが、どの艦船も完成されなかった。

### 装甲
- 垂直防御：外板STS38 mm、HTS16 mm、A級307 mm裏面にSTS22 mm（傾斜19度）
- 水中防御：外板STS22 mm - 16 mm、HTS16 mm、HTS16 mm、B級307 mm - 41 mm裏面にSTS22 mm（傾斜19度）、STS16 mm（幅員5.46 m、液層-液層-空層-空層）
- 推進軸垂直防御：外板STS22 mm - 16 mm、HTS16 mm、HTS16 mm、A級343 mm - 181 mm裏面にSTS22 mm（傾斜19度）
- 動力操舵装置垂直防御：外板STS22 mm - 16 mm、A級343 mm（傾斜19度）
- バルクヘッド：BB-61とBB-62はA級287 mm、BB-63からBB-66まではA級368 mm
- 砲座
  - 2段前面：A級376 mm
  - 2段側面：A級439 mm
  - 2段後面：A級295 mm
  - 2 - 3段：STS76 mm
  - 3段の下：STS38 mm
- 砲塔
  - 前面：B級432 mm裏面にSTS64 mm（傾斜36度[104]）
  - 側面：A級241 mm裏面にSTS19 mm
  - 後面：A級305 mm
  - 天蓋：B級184 mm
- 副砲：STS64 mm
- 司令塔
  - 前側後面：B級439 mm
  - 天蓋：B級184 mm
  - 通路：B級406 mm
- 甲板
  - 主甲板：STS38 mm
  - 2段舷側：外板STS16 mm、STS25 mm（傾斜19度）
  - 2段：B級121 mm+STS32 mm
  - 3段天蓋：機関部STS16 mm
  - 3段：機関部STS13 mm、16 mm、弾薬庫STS25 mm
- 推進軸甲板
  - 3段：B級142 mm+STS19 mm
- 動力操舵装置甲板
  - 3段：B級157 mm

## 改修と退役
戦後、世界唯一無二の戦艦となったアイオワ級は第二次世界大戦、朝鮮戦争、ベトナム戦争、湾岸戦争と多くの戦歴を誇ったが、運用・維持には多額の費用がかかるために平時は予備役にあることが多く、その間にアメリカ海軍はアイオワ級戦艦の巨大な艦体を活用する色々な改修案を計画した。
最初の改修案は、練習艦となったミズーリ以外の艦が予備役となった1940年代末には計画されていた。これは当時艦対空ミサイルの実用化と巡洋艦のミサイル巡洋艦化を計画していた海軍が、これに準じた構想として未成艦ケンタッキーをミサイル艦化するものだった。しかし、これは実現せずに終わっている。
1950年代末には、当時予備役になっていた4隻を再びミサイル艦に改装しようという構想が持ち上がっている。これは主砲塔を全て撤去しミサイルと哨戒ヘリコプターを搭載するという案と三番砲塔のみを撤去しミサイルを搭載するという案があったが、いずれも巨額な費用を要するということで具体化しなかった。
1960年代には、支援火力を持つ強襲揚陸艦として改装しようという案も検討された。三番砲塔を撤去し、海兵隊1,800名を搭載するという案であった。

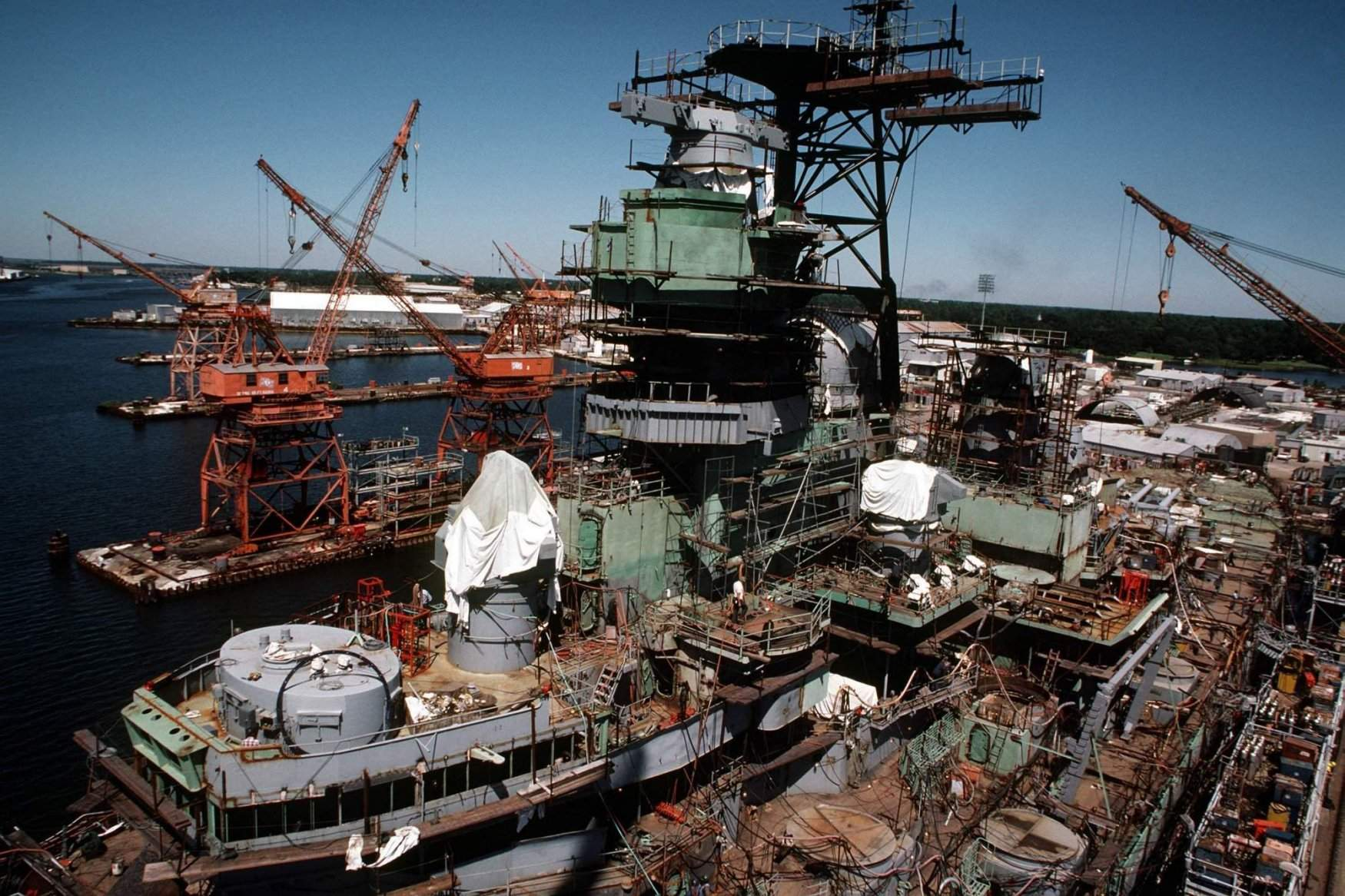
アイオワの近代化改修の様子（1983年）

その後も様々な改修案が検討されたが、ロナルド・レーガン政権下の「600隻艦隊構想」でアイオワ級四隻の近代化及び再就役（FRAM I）が行われた。この際に12.7cm連装砲4基が撤去され、トマホーク巡航ミサイルの4連装装甲ボックスランチャーが8基、ハープーン対艦ミサイル4連装ランチャーが4基、ファランクス20mmCIWSが4基増設された。
1940年代からたびたび構想化されたミサイルの運用は、この改装により実現することとなった。この他にも燃料を重油から蒸留油に変更、レーダーや通信施設などの近代化が行われ、その費用は最初に改修されたニュージャージーの3億3,000万ドルからウィスコンシンの5億300万ドルまで巨額な費用が費やされた。しかし主砲およびその発射管制システムについては、主砲関連技術が戦後は発達せず断絶したため就役時に装備されていた第二次世界大戦時のシステムが完全退役までの40年間継続して使用された。
なお、当時の海軍はこれ以外にも三番砲塔を撤去し、320セルのVLS (垂直発射装置) の設置及び格納庫と飛行甲板を増設しヘリコプターやハリアーを運用する案や、主砲全撤去しVLSを搭載する案も構想していた。
アイオワ級は近代化された後も湾岸戦争やレバノン内戦での作戦活動に従事し、陸上施設に対して艦砲射撃やトマホーク発射を行った。だが、以下のような理由によってこれ以上運用する理由はなくなったと判断された。
1. 対空ミサイルや対潜攻撃力を持たないため、単艦では行動出来ないこと（先述したように対空ミサイルについてはシースパローの設置が検討されたが、主砲射撃時の爆風にシステムが耐えられなかったことからキャンセルされた）
2. 乗員が多く運用費用が巨額に上ること
3. 骨董品とも言える艦砲や発射システムに、熟達したメカニックが数名しか存在しなくなったこと
4. すでに各部分に老齢化が進行しており根本的な解決が困難なこと
5. 最大の特徴である強力な主砲は陸上施設への攻撃にしか使用できないこと（トマホークやハープーンといったミサイルによる攻撃は本級以外の艦艇でも十分可能）
6. 陸上砲撃のために敵地の近距離まで接近する必要があること、またその最中にも陸上から対艦ミサイルの攻撃を受けた（護衛艦により迎撃され命中せず）こと
7. 航空機にスマート爆弾を導入したことにより、精度の低い主砲の必要性が低下したこと
8. そもそもの仮想敵であった日本海軍の大和型戦艦を初めとする各国の戦艦は既に存在せず、長年の間に戦争抑止力としての意義も原子力潜水艦に取って代わられた

冷戦終結後の国防予算の削減に伴い1992年までには全艦が退役することとなった。晩年は老齢化により機関出力も最盛期より低下し、主砲をふくめ各部分にマイナートラブルを抱えた。姉妹艦4隻全てが記念艦や博物館として公開されている。

## 同型艦

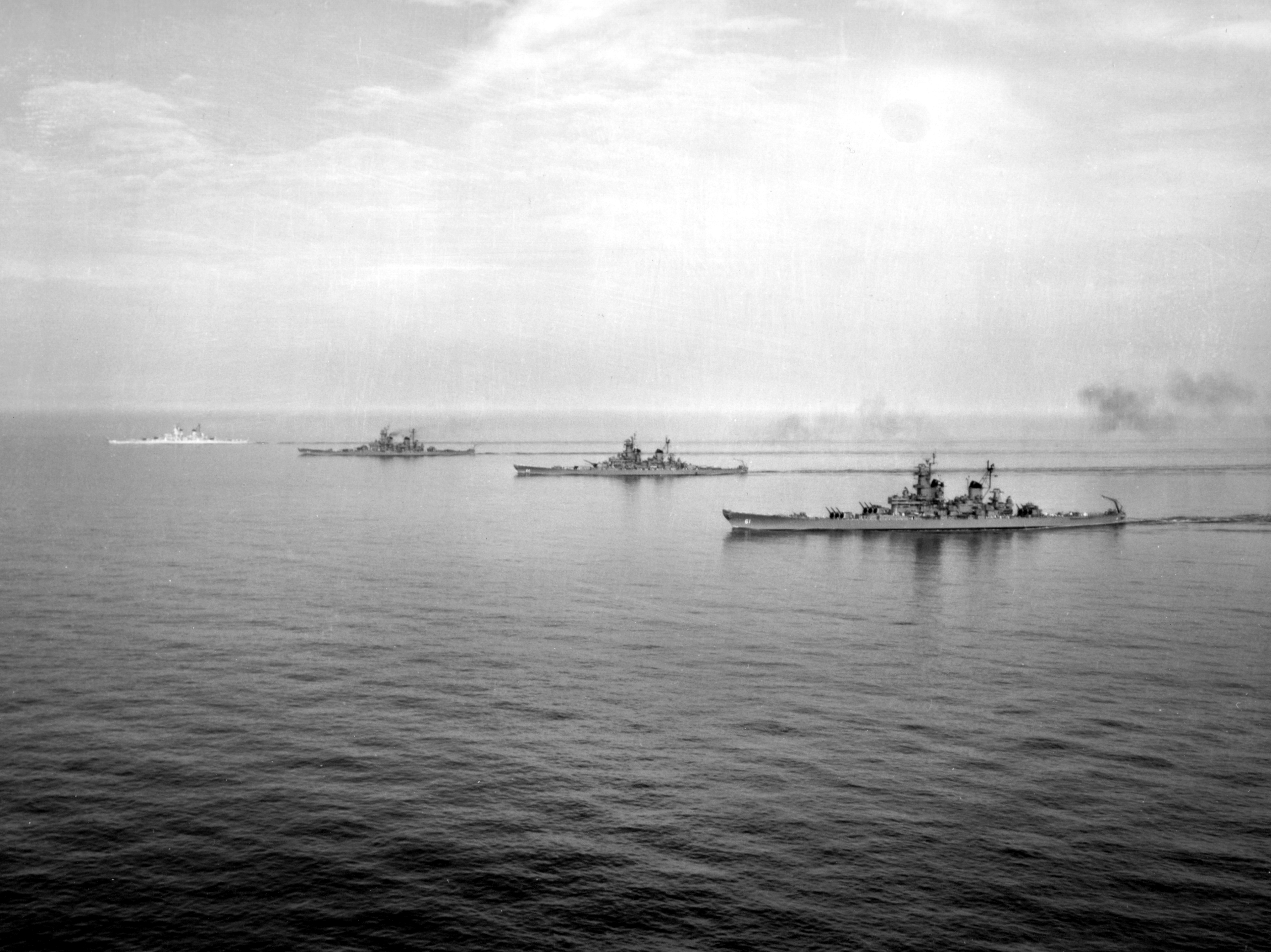
4隻が一堂に会する(1957年6月7日。手前よりアイオワ、ウィスコンシン、ミズーリ、ニュージャージー)

| 艦番号 | 艦名                            | 発注           | 起工           | 進水                   | 就役                   | 退役                   |
| ------ | ------------------------------- | -------------- | -------------- | ---------------------- | ---------------------- | ---------------------- |
| BB-61  | アイオワ USS Iowa               | 1939年 7月1日  | 1940年 6月27日 | 1942年 8月27日         | 1943年 2月22日         | 1990年 10月26日        |
| BB-62  | ニュージャージー USS New Jersey | 1939年 7月1日  | 1940年 9月16日 | 1942年 12月7日         | 1943年 5月23日         | 1991年 2月8日          |
| BB-63  | ミズーリ USS Missouri           | 1940年 6月12日 | 1941年 1月6日  | 1944年 1月29日         | 1944年 6月11日         | 1992年 3月31日         |
| BB-64  | ウィスコンシン USS Wisconsin    | 1940年 6月12日 | 1941年 1月25日 | 1943年 12月7日         | 1944年 4月16日         | 1991年 9月30日         |
| BB-65  | イリノイ USS Illinois           | 1940年 9月9日  | 1942年 12月6日 | 1945年8月12日 建造中止 | 1945年8月12日 建造中止 | 1945年8月12日 建造中止 |
| BB-66  | ケンタッキー USS Kentucky       | 1940年 9月9日  | 1942年 3月7日  | 1950年1月20日 建造中止 | 1950年1月20日 建造中止 | 1950年1月20日 建造中止 |

## 登場作品

### 映画・テレビドラマ
『Hawaii Five-0』
ハワイで記念艦となっている「ミズーリ」が登場。シーズン1第7話にて、殺人の容疑を掛けられた元Navy SEALs隊員が逃げ込み、見学に来ていた観光客を人質に取り立て籠もってしまう。撮影には、係留保存されている「ミズーリ」が使用されている。
『オブリビオン』（2013年公開）
艦名不明艦が2隻登場。ジャックがスカヴとの戦闘で所在不明となったドローン172をバイクで捜索中に通過した、元は海であったと思しき「船の墓場」にほとんど砂に埋もれた状態で放置されていた。
『帰ってくれタローマン』
アイオワ級の主砲塔を2連装のミサイルランチャーに換装した架空のミサイル戦艦が登場。ハルナンバーは「29」。太平洋上の奇獣島を攻撃すべく出動した世界軍隊の艦隊に含まれており、「森の掟」などの奇獣と交戦する。
『ゴジラ』シリーズ
『ゴジラvsキングギドラ』
艦名不明の艦が登場。マーシャル諸島ラゴス島に上陸した部隊がゴジラザウルスの出現によって損害を被ったことを受け、ゴジラサウルスに対して艦砲射撃を加えている。
撮影には過去の東宝作品で用いられた大和型戦艦「大和」の模型を改造したものが使用されており、実際のアイオワ級とは各部の形状が異なる。
『GODZILLA ゴジラ』
オープニングに登場。南太平洋上の島で行われた核実験（とされたゴジラへの核攻撃）に参加している。撮影は係留保存されている「ミズーリ」で行われた。
『ゴジラvsコング』
艦橋構造物がアーレイ・バーク級ミサイル駆逐艦のものにすげ替えられた架空の派生型が登場。コングを乗せて南極へ向かう輸送艦隊の護衛に当たっており、タスマン海で艦隊を襲撃したゴジラを迎え撃つが、1隻がゴジラの背鰭に船体を両断され轟沈する。
『ザ・ラストシップ』
シーズン1の敵艦として登場する架空のキーロフ級ミサイル巡洋艦「ヴェル二」の艦上シーンの撮影に、「アイオワ」が使用されている。そのため、一部のシーンでは実際のキーロフ級巡洋艦にはない40.6cm砲が映されており、このため、作中で出てくるキーロフ級巡洋艦の設計図には、40.6cm砲を搭載したキーロフ級巡洋艦の姿が描かれている。
また、シーズン5に敵艦として登場。アーレイ・バーク級駆逐艦「ネイサン・ジェームス」に対し主砲による砲撃を加え戦闘不能まで追い込むが、最後に「ネイサン・ジェームス」に突撃され共に沈む。
『猿の惑星: 新世紀』
艦名不明艦が登場。猿インフルエンザの蔓延で文明崩壊したサンフランシスコのゴールデン・ゲート・ブリッジ付近に傾斜して放置されており、その付近がサンフランシスコを拠点とする人間集落の武器庫と化している。
『地獄の戦艦』
「アイオワ」が登場。同艦で実際に起きた第2砲塔爆発事故を題材とした映画であるため、作中の主な舞台となっており、砲撃シーンなども映し出される。
『戦争の嵐』
モスボール保管状態下の「アイオワ」が登場。大西洋会談のパートにおいて、フランクリン・ルーズベルト大統領を乗せて、会談の場所となったニューファンドランド島沖（の戦艦「プリンス・オブ・ウェールズ」）へと向かった重巡洋艦「オーガスタ」が登場するシーン（航行シーンなど）の撮影に使用されている。
『沈黙の戦艦』
湾岸戦争後の退役直前となった「ミズーリ」が登場。パールハーバーからサンフランシスコに向けて最後の航海を行っていた最中、裏切ったクリル中佐の手引きで乗艦した、核弾頭搭載型トマホーク巡航ミサイルを狙うテロリストたちに乗っ取られてしまう。作中では、「ミズーリ」が搭載する全ての兵器が敵と味方によって使用されており、主砲の細かい操作手順などが映されている。
ただし、実物の「ミズーリ」が登場するのは冒頭の真珠湾攻撃50周年記念式典に参加した際のシーンのほか、航行シーンやラストシーンなどの部分であり、それ以外の主要な艦上シーンは、アラバマ州で記念艦として係留保存されているサウスダコタ級戦艦「アラバマ」の艦上に、装甲ボックスランチャーやファランクスCIWSなどのセットを設置して、外観を「ミズーリ」風に改造し同艦で撮影している。
『バトル・オブ・パシフィック』
「アイオワ」が登場。電磁パルスで地球の最新兵器を無効化するエイリアンのステルス戦艦に対して、旧式ゆえに影響を受けない軍艦として戦いを挑む。
『バトル・オブ・バミューダトライアングル』
「ミズーリ」が登場。アメリカ合衆国大統領が墜落するVC-25から脱出用カプセルで緊急脱出したことを受け、カプセルが落ちたバミューダ海域へ艦隊を率いて回収に向かうが、そこで突如として現れた、エイリアンの侵略兵器である円盤生物と戦闘を行う。
『バトルシップ』
ハワイで記念艦となっていた「ミズーリ」が登場。物語終盤、ハワイ一帯に襲来したエイリアンへの対抗手段として、乗艦を失った主人公らが第二次世界大戦を戦った退役軍人らの協力を得て、記念艦として係留保存されている「ミズーリ」を再稼働させ、エイリアンに戦いを挑む。作中では40.6cm砲の全門斉射と連射で攻撃し、1発でイージス艦に大ダメージを与えるエイリアンの貫入遅発起爆型投射兵器の被弾に耐え、第3砲塔を破壊されるものの、怯まず40.6cm砲の連射で反撃して敵艦を大破させており、損害を受けても戦える第二次大戦型の軍艦故の頑強さを見せる。
戦闘シーンなど外部からのシーンの大半はCGであるが、一部のシーンでは2010年1月に補強工事を終えてフォード島に向け海上を曳航される「ミズーリ」を撮影したものが利用されたほか、艦内など一部の撮影では係留保存されている「ミズーリ」にて撮影が行われている。また、本作のゲーム版（日本未発売）でも戦艦ユニットとして指揮・操作ができる。

### アニメ・漫画
『アイアン・ジャイアント』
「ニュージャージー」ともう1隻（ハルナンバーは双方ともに62）が登場。メイン州ロックウェルに現れたアイアン・ジャイアントを攻撃すべく出撃し、沖合より砲撃を加える。
『蒼き鋼のアルペジオ』
海域強襲制圧艦「レキシントン」との通信会話のみではあるが、霧の艦隊の一員として「ニュージャージー」が登場。また、テレビアニメ版第11話にも、霧のアメリカ太平洋方面艦隊に所属する艦名不明のアイオワ級1隻が登場し、異形化した東洋方面巡航艦隊の大戦艦「コンゴウ」に撃沈されている。
『サブマリン707R』
PKN参加艦として、史実の航空戦艦化案に類する形で後部司令塔より後方が飛行甲板化された艦名不明艦が1隻登場。第1話にて、秘密結社「USR」の潜水艦隊との戦闘に臨む潜水艦「グレート・ガーディアン」を支援すべく洋上に展開する。
『新海底軍艦』
国連軍艦隊参加艦として、艦名不明の同型艦が1隻登場。第2話にて、海底軍艦「羅號」を接収すべく小笠原諸島の菅原海洋開発基地近海に展開している。
『新世紀エヴァンゲリオン』
国連軍太平洋艦隊所属艦として、「イリノイ」や「ケンタッキー」などの同型艦が4隻登場。テレビアニメ版第8話の旧伊東沖遭遇戦にて、「イリノイ」と「ケンタッキー」は太平洋艦隊が輸送していたEVA弐号機と共同で、海中の第6使徒ガギエルに対し自沈による至近距離砲撃を敢行、これを撃破する。なお、現実ではこの2隻は建造中止となっている。
『ヱヴァンゲリヲン新劇場版:Q』
ヴィレ所属艦として登場。NERVのコード4Cと交戦する艦隊に複数の同型艦が含まれている。
『シン・エヴァンゲリオン劇場版𝄇』
冒頭にて、ヴィレのパリカチコミ艦隊に所属する耐熱耐電磁特化改装型特定位置防御専用艦船として8隻が登場。パリ上空でNERVのEVA-44Bおよび4444Cと交戦する。
いずれもヤシマ作戦時にエヴァ零号機が使用したシールドが艦底に複数取り付けられており、空中戦艦「AAA ヴンダー」から「操演」されている。
また、BD・DVDの特典映像『EVANGELION:3.0（−46h）』では、「ヴンダー」の艦橋要員らがヴィレ所属艦の前甲板上で教練を行っている。
『沈黙の艦隊』
「ニュージャージー」と「ウィスコンシン」が登場。架空の原子力潜水艦「やまと」と戦闘を行うほか、海上自衛隊の第2護衛隊群に砲撃を浴びせる。しかし、「やまと」からの雷撃により「ニュージャージー」はミッドウェイ級航空母艦「ミッドウェイ」共々撃沈された。
なお、OVA版では「ニュージャージー」は登場せず、代役として原子力ミサイル巡洋艦「ロングビーチ」が登場している。
『深く静かに沈没せよ!!』
大野安之の漫画作品。収録作「輝け！第1679回日米対抗貿易不均衡合戦！！」に「ニュージャージー」が登場。丸の内商事が米海軍よりリースし、社用大型護衛艦「むさし」として運用している。
収録作「世界に冠たるドイツ陸上戦艦ここにあり」では「イリノイ」が登場。船体を延長して砲塔1基を増やしたことでモンタナ級戦艦もどきになっており、艦番号も67に変更、船体にもわざわざ「I`m MONTANA!!!」と書いてモンタナ級に偽っている。ドイツ軍の陸上戦艦「ドイッチュラントII」に対して艦砲射撃を行うが、「ドイッチュラントII」が自爆しつつ発射した80cm砲弾の直撃により、船体延長した部分から真っ二つに折れて轟沈した。
『ヤマタイカ』
第2部に「ニュージャージー」が登場。ヤマタイカのマツリの依代として復活させられた大和型戦艦「大和」が、沖縄の在日米軍基地を砲撃したことを受け、寄港していたスービックベイから北上し、沖縄沖の東シナ海で「大和」と交戦する。当初は大破させた後の鹵獲を目標としており、対艦通常弾頭装備のトマホークの斉射によって一度は「大和」を大破させたが、再生を遂げた「大和」の主砲射撃を受け砲撃戦に移行。徹甲弾数発を「大和」に命中させるも、舵および第2砲塔大破などの損傷を負って敗北する。
『勇者王ガオガイガー』
真珠湾に係留されていた記念艦として、「ニュージャージー」が登場。第39話にて、腕原種に取り込まれてしまう。なお、本来の真珠湾に記念艦として係留されているのは「ミズーリ」であり、「ニュージャージー」は別の場所で記念艦として係留されている。

### 小説
『イージス戦艦「大和」2007』（文庫名：『イージス戦艦「大和」』）
「ミズーリ」が登場。戦艦が持つ強力な火力を残す目的から現役に留まっている設定で、作中では現代へタイムスリップしてきて現代技術で近代化改装を受けた大和型戦艦「大和」と戦闘を繰り広げる。
『宇宙戦争1945』
地球統合軍に参加した第54任務部隊所属艦として、旗艦「ウィスコンシン」以下「アイオワ」「ニュージャージー」「ミズーリ」「イリノイ」「ケンタッキー」が登場。サウスダコタ級戦艦4隻や各国海軍の戦艦とともにボルネオ島マハカム河畔の火星人基地への総攻撃「オリンピック作戦」に水上砲戦部隊として参加し、ボルネオ島東岸沖にて火星人のトライポッドなどと交戦する。
『降伏の儀式』
アイオワ級そのものは登場しないが、「ニュージャージー」のものを転用したアイオワ級の16インチ主砲が、宇宙戦艦「ミカエル」に武装の1つとして取り付けられている。
『シャドー81』
ベトナム戦争に参加していた当時の「ニュージャージー」が登場。バタン諸島沖合で主人公の乗る偽装船「ソリチュード号」と遭遇する。
『首都消失』
「ニュージャージー」が登場。ソ連艦隊が演習と称して北海道厚岸半島沖に展開したことを受け、駆逐艦3隻とともに同海域へと急行する。
『征途』
「アイオワ」「ニュージャージー」「ミズーリ」「ウィスコンシン」が登場。作中では太平洋戦争末期の沖縄沖海戦において4隻全てが第54任務部隊所属艦として参加しており、大和級戦艦「武蔵」を旗艦とする日本海軍第2艦隊と交戦するが、「ニュージャージー」と「ミズーリ」が撃沈され、「アイオワ」が大破する（「アイオワ」は作中描写から恐らく大破後沈没）。
「ウィスコンシン」は湾岸戦争に参加した他、物語終盤では日本民主主義人民共和国（北日本）を牽制する目的で現役復帰して水上任務群の主力として国後島近海に展開しており、統一戦争序盤の北日本による奇襲攻撃を無傷で潜り抜ける。その後は北日本の首都豊原を攻撃する強襲部隊の前衛艦隊として海上自衛隊護衛艦隊と共に行動し、その途中で北日本赤衛艦隊の八月一五日級反応動力潜水艦「真岡」の攻撃を受けるが、魚雷2本を被雷するも被害は300トンの浸水と最大速力の低下に止まる。
なお、統一戦争前には「アイオワ級2隻が予備役にある」との記述があり、「アイオワ」が沈没した場合は「イリノイ」あるいは「ケンタッキー」のいずれかが就役したことが示唆されている。
『戦艦ミズーリを奪取せよ』
ハワイで記念艦となっている「ミズーリ」が登場。作中の主要な舞台となっており、そこを占拠したテロリストと偶然事件に巻き込まれた架空の自衛隊特殊部隊「サイレント・コア」との闘いが描かれている。
『地球SOS』
メトロポリタンX海上駆逐艇隊の旗艦として、アイオワ級をモデルとした「メトロポリタン」が登場。世界連合艦隊の一員として、バグア彗星人の根拠地である青鮫島の攻略作戦に参加している。
『ニセコ要塞1986』
「ニュージャージー」が登場。物語の中盤、日本海に派遣されたIBM遊撃打撃艦隊の旗艦として参加、スミノフ機動部隊及び上陸船団多数を撃沈する戦果を挙げたが、スミノフ原潜艦隊の魚雷集中攻撃を受けて撃沈される。
『幻の巨大戦艦』
「アイオワ」と「ミズーリ」が登場。ウラジオストクから強奪され南シナ海で海賊行為を働くロシア海軍戦艦「スターリン」（架空）を追撃すべくパールハーバーから出撃し、モルッカ諸島でこれと交戦する。コンピュータ照準を活用して装甲の薄い「スターリン」の艦尾を集中砲撃し航行不能に陥れるが、その過程で弾薬庫に「スターリン」の22インチ主砲の直撃を受けた「ミズーリ」が撃沈される。
『溟海の鋼鉄葬』
「アイオワ」と「ミズーリ」が登場。何らかの力によってビキニ環礁から消え去り無人で行動し続けるクロスロード作戦時の標的艦隊「亡霊艦隊」を攻撃すべく出撃した第61任務部隊に所属しており、ミッドウェー諸島沖で亡霊艦隊と交戦。「アイオワ」は先に交信を途絶し、「ミズーリ」は阿賀野型軽巡洋艦「酒匂」の雷撃が決定打となって撃沈される。
『リリアとトレイズ』
ベゼル・イルトア王国連合（スー・ベー・イル）海軍の大型戦艦として、アイオワ級をモデルとした戦艦「イルデスタ」が登場。第5巻にて、マティルダ王女を乗艦させてロクシアーヌク連邦（ロクシェ）に寄港する。
『ワイルド・カード』
「第六世代の方へ」に「ニュージャージー」が登場。フィラデルフィア郊外で宇宙生命「群れ」と交戦する海兵隊2個連隊を、主砲による艦砲射撃によって大西洋上から掩護する。

### ゲーム
『Modern Warships』
「ミズーリ」が登場。ゴールドで購入できる。1980年代の近代化改装後の姿で、ミサイルやCIWSなどの防空装備（初期装備ではSEA RAM）、ヘリコプターの搭載が可能である。なお艦尾に固定装備として、史実では撤去されたボフォース 40mm機関砲を装備している。
『Naval Creed Warships』
アメリカのツリー艦艇として「アイオワ」、プレミアム艦艇として「ミズーリ」「イリノイ」が登場する。また「アイオワ」にペイントをつけることで「ウィスコンシン」を使うことができる。
『World in Conflict』
体験版に収録されているマップ「パインバレー」の開放ステージにて、「ミズーリ」が登場。ミッション終盤に艦砲射撃を要請できる。なお、同艦は後のシアトル奪還作戦直前に撃沈された事になっている。
『World of Warships』
アメリカ艦の戦艦ツリー9番目に「アイオワ」が登場。開発することで使用可能。後にフリー経験値を使い研究開発できる特殊なプレミアム艦艇として「ミズーリ」、期間限定の造船所イベントから獲得可能な「ウィスコンシン」も登場した。
『アクウギャレット』
3面および6面に敵艦として登場。うち3面に登場する艦は「アイオワ」となっている。
『アズールレーン』
期間限定イベント「照らす螺旋の鏡海」にてUR艦として「ニュージャージー」が登場。
『エースコンバットシリーズ』
「戦艦（BATTLESHIP）」のグラフィックモデルとして、『エースコンバット04』以降の作品に登場。
『エースコンバット04 シャッタードスカイ』
エルジア共和国海軍の戦艦として登場。劇中ではエルジア海軍主力艦隊「エイギル艦隊」旗艦の「タナガー」と、エルジア首都ファーバンティに停泊する名称不明艦1隻が登場する。このうち後者については、ミッション内で流れる無線において座礁して水上砲台として運用されていることが示唆されている。
『エースコンバット5 ジ・アンサング・ウォー』
ユークトバニア海軍の戦艦「ウポール」として登場。
『エースコンバットX スカイズ・オブ・デセプション』
レサス海軍の戦艦として登場。
『エースコンバット6 解放への戦火』
エストバキア海軍の戦艦として登場。
『艦隊これくしょん -艦これ-』
PS Vita版『艦これ改』にて、萌え擬人化された「艦娘」としてネームシップの「アイオワ」が登場。その後、ブラウザ版のイベントでも同様の形のアイオワが登場する。
『鋼鉄の咆哮シリーズ』
プレイヤーが操作可能なアメリカ型の完成艦（完成キット）や従属艦・敵艦として登場。また、『鋼鉄の咆哮2 ウォーシップコマンダー エクストラキット』には完成キットとして、小型レールガンやガスダイナミックレーザー、ステルス形状の艦橋などを有する「超アイオワ級」も登場している。
『グローバルフォース 新・戦闘国家』
海上ユニットの一つとして「アイオワ」が登場。メインモードとなる「調停活動」の一部ステージで友軍ユニットとして登場する他、設定変更によってプレイヤーも生産することが可能。16インチ砲やトマホークミサイルによる強大な対艦・対地攻撃力を持つ反面、対空兵器がファランクスCIWSのみのため対空能力は脆弱で、対潜能力は皆無という特性付けがされている。
『戦艦少女R』
「アイオワ」「ニュージャージー」「ウィスコンシン」「ミズーリ」が登場。
『蒼青のミラージュ』
『戦艦少女R』のスピンオフ作品。「ミズーリ」「イリノイ」が登場。
『ソニックウィングス』
前半ランダム面の1つのボスとして「ニュージャージー」が登場。アメリカ沖合の大西洋上で自機と交戦する。
『バンゲリング ベイ』
「ニュージャージー」を改修した架空の原子力戦艦「Q型戦艦」が登場。演習のためカリブ海に向かう途中に次元侵略者「バンゲリング帝国」が生じさせた暗黒空間に飲み込まれた後、バンゲリング帝国に鹵獲された上で重力波兵器を搭載され、同じく暗黒空間内に閉じ込められた架空のニミッツ級航空母艦「ロナルド・レーガン」の前に立ちはだかる。
『マブラヴ オルタネイティヴ』
国連太平洋艦隊所属艦として、「アイオワ」「ニュージャージー」「ミズーリ」「イリノイ」「ケンタッキー」が登場。佐渡島のBETAハイヴを攻撃目標とした「甲21号作戦」に参加し、エコー揚陸艦隊所属戦術機の旧両津港への上陸を支援するため、日本帝国海軍連合艦隊第三戦隊の戦艦「大和」「武蔵」とともに両津湾沖から制圧砲撃を行う。
『メタルギアソリッド4』
「ミズーリ」が登場。仮想練習艦として運用されていたが、次世代の艦艇がリキッド・オセロットの蹶起に伴うSOPシステム（架空の戦場管理システム）の停止により行動不能に陥る中、唯一SOPシステムの採用がなされていなかったことで活動可能だった。これを生かし、艦長であるメイ・リンの指揮下のもと、オセロットの旗艦であるアーセナルギア級潜水戦艦「アウターヘイブン」や、同艦に護衛機として搭載された無人型メタルギアRAYと交戦する。

### 切手
- 1992年にパラオとミクロネシア連邦が共同で発行した砂漠の嵐作戦参加艦船シリーズで、「ミズーリ」はミクロネシア連邦の29セント切手、「ウィスコンシン」はパラオの20セント切手として、写真があしらわれた切手が発行された[107]。